# أبطال الديجيتال (الجزء الأول)
أبطال الديجيتال الجزء الأول والمُسمى في النُسخة اليابانية بـديجيمون أدفنتشر (باليابانية: デジモン・アドベンチャー، بالروماجي: Dejimon Adobenchā) (بالإنجليزية: Digimon Adventure)‏ هو الموّسم الأول من سِلسِلة الأنمي الياباني أبطال الديجيتال، السلسلة التي قام بتأليفها أكيوشي هونجو والتي أنتجتها شركة توي أنيميشن بالتعاون مع بانداي وتلفزيون فوجي واستديو يوميكو أدفرتيزينج. عُرض لأول مرة في اليابان في السابع من مارس عام 1999، واستمر عرضه إلى السادس والعشرين من مارس من العام التالي.
مُنطلق المسلسل يَنطوي على سبعة من الفتيان والفتيات اُختيروا لأن يكونوا أبطال الديجيتال (يُضاف إليهم بطل ثامن فيما بعد)، اُقتيد هؤلاء الأبطال إلى واقع موازي يسمى العالم الرقمي أثناء تواجدهم في مخيم صيفي، بهدف إنقاذ العالم الرقمي (وكذلك العالم الحقيقي في نهاية المسلسل) من قوى الشر التي تهدد بتدميره. يملك كل واحد من الأطفال مرافق مبرمج مسبقًا ليُلازمه، كما ويُعطون أجهزة رقمية. بواسطة تلك الأجهزة، يمكن للمرافقين الرقميين أن يتطوروا إلى المُستوى التالي لمقاتلة الأعداء.
ترتبط أحداث المسلسل بأول فيلمين من أفلام الديجيمون التسعة من ناحية الأحداث، بالرّغم من أن مدة الفيلم الأول أقَل من نصف ساعة إلا أنه يُعتبر البداية الفعليّة ونقطةُ الصفر بالنسبةِ لأحداث المُسلسل إذ أن أحداثه حصلت أربعة أعوام قبل أحداث المُسلسل الرئيسي، وفيه يُعرف سبب اختيار هؤلاء الأولاد بالتحديد ليكونوا أبطال الديجيتال والعامل المُشترك بينهم ونشأة العلاقات العاطفيّة بين البشر والمخلوقات الرقميّة، أما الفيلم الثاني فتكون أحداثه بعد أحداث المُسلسل الرئيسي بعامٍ واحد أي بعد إتمام الأولاد مُهمتهم في إنقاذ العالمين الرقمي والحقيقي، كذلك يُتبع الجزء الأول بأبطال الديجيتال الجزء الثاني حيث يُضاف إليهم أربعةُ أبطالٍ جُدد مع اثنين من أبطال السلسلة الأولى بعد مرور ثلاثةُ أعوام من أحداث الجزء الأول. خلافاً للأجزاء الأخرى التي لا ترتبط بالجزئين الأول والثاني سوى في النطاق والمضمون وتصميم اللعبة. إضافةً إلى ذلك يرتبط الجُزء الأول بسلسلة أفلام ديجيمون أدفنتشر تراي وهي سلسلةٌ مكونة من ستةِ أفلام مُقسمة على حلقاتٍ مُختلفة، حيث تكون شخصيات السلسلة مُقترنة بشخصيات الجُزء الأول وتكون أحداثها بعد أحداث الجُزء الأول بستِ سنوات، قامت نفس الشركة توي أنيميشن بإنتاج هذا الإصدار بمُناسبة الذكرى الخامسة عشر على انطلاق الُجزء الأول، حيث عُرض الفيلم الأول في 21 نوفمبر عام 2015 وعرض الفيلم الثاني في 16 مارس عام 2015.
يُعتبر الجزء الأول نقطة انطلاق المسلسل وبداية تحقيقه للنجاح، ويعتبر فريدًا عن الأجزاء الأخرى، نظرًا لتعرف الأبطال على العالم الرقمي ومخلوقات الديجيتال وخوضهم المغامرة فيه لأول مرة، حيث كان الأبطال مندهشين بكل شيء، وفيها تعرضوا للمُفارقات الأولى للعالم الرقميّ؛ مثل البرامج الفيّروسية، واختلاف الزمن الرقمي عن الزمن الواقعي، وأعطال البرمجة الابتدائية التي تعلموها، والاتصال بقاعدة البيانات، واستدعاء مرافقيهم، ثم إنقاذ أنفسهم من الرقمنة. وكذلك نُدرة التنقل ما بين العالمين حيث لم ينتقل الأبطال ما بين العالم الحقيقي والعالم الرقمي إلا في بداية المسلسل ونهايته (أول وآخر حلقة) إضافةً إلى تَتبُعهم الوطواط وهو أحد الأشرار الذي استطاع الولوج إلى العالم الحقيقي بعد عثوره على ثغرة مكنته من الدخول إليه، فقام الأبطال بملاحقة الوطواط بهدف القضاء عليه وإنقاذ العالم الحقيقي. بخلاف الأجزاء الأخرى التي يكون التنقل ما بين العالمين أمرًا سهلًا. هذه الأمور جعلت السلسلة الأولى تحقق نجاحاً منقطع النظير. يُعتبر الجزء الأول هو بداية سلسلة أبطال الديجيتال أحدَ أشهر وأنجح سلاسل الأنمي خارج اليابان أسوة مع سايلور موون، بوكيمون ودراغون بول زد.
يغلب طابع المغامرات والإثارة على حلقات المُسلسل ويمتاز المسلسل بالحس الكوميدي أحياناً في الكثير من الحلقات. يرتكز أساس المسلسل على تعاون الأبطال في القضاء على قوى الشر وإنقاذ العالمين الحقيقي والرقمي، حيث يُلاحظ في حال تفرق المجموعة أو حدوث خلاف بين اثنين أو أكثر فإنهم يفشلون بمهمتهم في القضاء على الأشرار لا سيما الزعماء منهم. كل بطل من الأبطال الثمانية يتميز بصفة معينة لا تنفك عنه، وهي صفات إيجابية تنطبق عليه وهي (الشجاعة، الصداقة، المعرفة، الإخلاص، الصفاء، النقاء، الأمل، المحبة) وهذه الصفات هي مصدر قوة كل واحد من الأبطال الذي له سلوك معين في تصرفاته وتعامله مع الآخرين ومواجهته للمخاطر.
يعرض المُسلسل الانتقال النفسي العجيب من أطفال يتصرفون كما في فطرتهم السليمة عند مواجهة المخاطر أو عند حالات الضياع إلى أطفالٍ يتصفون بالحكمة شيئاً فشيئاً، ليدركوا معنى الخطر المُحتّم الذي يواجههم وكيفية السبيل إلى التصدي له والبحث عن طُرق النجاة من مَنظورٍ عقلاني حكيم، يبرز المُسلسل بصِفة أساسيّة أن الإنسان لا يستغني عن الآخرين مهما امتلك من خصائص ومُقوّمات، وأن كسر حاجز الغرور خلاصها الاستعانة بالغيّر ومُعاونته، فلا نجاح من غير شريك، ولا يسلك درب الأمان؛ من سار وحيداً. لا يُظهر المُسلسل صفة التعاون بشكلٍ تقليدي مُستهلك، وإنما يظهر التلاحم والتعاضد والتآزر حتى في أشد المِحن، وكيف يُفكر كُل بطلٍ بغيره عوضاً عن التفكير بنفسه.
عُرض المسلسل لأول مرّة على قناة تلفزيون فوجي اليابانية بحلقاتٍ مُتتالية أسبوعياً باستثناء الحلقتين التاسعة عشر والعشرون فقد كان فارقُ العرض بينهما أسبوعين من الزمن، وفي الدبلجة العربية قام مركز الزهرة بتولي مُهمة دبلجة السلسلة الأولى إلى اللغة العربية على مدى 54 حلقة، عُرضت السلسلة الأولى لأول مرة في العالم العربي في عام 2001 على قناة سبيستون بعد عام من عرض القناة. في الإصدار الإنجليزي تولى مركز سابان للترفيه (بالإنجليزية: Saban Entertainment)‏ دبلجته وعُرض لأول مرة في أمريكا الشمالية ما بين أغسطس 1999 ويونيو 2000 على شبكة فوكس التلفزيونية.

## خلفية
يُعتبر مسلسل أبطال الديجيتال قائماً على دمج الخيال بالواقع بطريقة عصريّة وحديثة كالتحدث ومُصاحبة البشر لمخلوقاتٍ أسطورية لا وجود لها في الأصل والخوض في عالمٍ آخر مخفي عن البشر وانبعاث المخلوقات الرقميّة من خلال أجهزة صغيرةٍ مُبرمجة بدقة، لاقى الجزء الأول انتقادات واسعة؛ بسبب تشابه واقتباس الفكرة من مُسلسل بوكيمون الذي كان رائجاً وذو شعبيّةٍ كبيرة في ذلك الوقت، وبالرغم من هذا الأمر فإن الجزء الأول لاقى نجاحاً مُنقطع النظير وفاقَ بنجاحه بوكيمون بسبب اختلاف نمط الأفكار والتوجّه، والتنوع في اختلاف المراحل والأجزاء بعكس مُسلسل بوكيمون الذي سار على نفس النمط في كل الحلقات بالإضافة إلى أن الجزء الأول شُوهدت فيه أماكن موجودة في العالم الحقيقي بعكس مُسلسل بوكيمون الذي بُنيت أفكاره على عالمٍ خيالي، يرتكز هذا المُسلسل على ثمانية أطفال قد أوكِلَت إليهم مُهمة إنقاذ عالمٍ خيالي يُسمى بالعالم الرقمي وهو عالم آخر غيّر عالمهم الحقيقي والتي تحكمّت فيه وحوشٌ رقميّة شريرة وسيّطرت على أجزاءٍ كبيرة منه، إذ تندرج المراحل بحسب تأقلم أبطال الديجيتال على العالم الرقميّ وتكيّفهم مع أجوائه وأخطاره فيتحولون من أطفال يتمنون العودة إلى بيوتهم إلى أطفالٍ يملكُون حِس المسؤولية وفهمهم بأن مسألة إنقاذ العالم الرقميّ يقف على عاتِقهم وهم الأمل في إنقاذ العالم الرقمي، يُجسد الجزء الأول الصراع بين الخيّر والشر مع روح التعاون والتكاتف من طرف جانب الخير للقضاء على الشر.

### التسمية
|                                    |  |  |
| الشعار الإنجليزي والشعار الياباني. |  |  |

مُغامرة الديجيمون (باليابانية: デジモンアドベンチャー، بالروماجي: Dejimon Adobenchā) (تُنطق باللغة اليابانية: ديجيمون أدُوبَنتشا) (بالإنجليزية: Digimon Adventure)‏ (تُنطق باللغة الإنجليزية:ديچيمون أدڤنتشر) هو الاسم الأصلي للجزء الأول والرسمي للإصدار والتي اتخذته شركة توي أنيميشن اسماً له ليكون اسم أول أجزاء السلسلة، الاسم مُشتق من كلمتين وهما Digimon والتي تعني الوحوش الرقميّة؛ (ذلك لأن كلمة ديجيمون هي ناتجة جمع كلمتي Digital «رقمي» وMonsters «وحوش») وAdventure والتي تعني «مُغامرة»، وبذلك يكون المعنى الإجمالي الأدق هو مُغامرة الوحوش الرقميّة والمُسماة أيضاً بمُغامرة الديجيمون، في الدبلجة العربية تغيّر الاسم إلى أبطال الديجيتال (الجزء الأول) حيث تم صرف المعنى من الوحوش الرقميّة إلى أبطال المُسلسل وهم الأولاد المُختارون لخوض مهمة إنقاذ العالم الرقميّ، وتم اتخاذ هذا الاسم من قِبل مركز الزهرة. وأما الشعار الرسميّ للمُسلسل ففي الإصدار الياباني عُرضت فيها كلمة デジモンアドベンチャー والتي تعني مُغامرة الديجيمون بشكلٍ مُقّعر وبلوّن أصفر مُتداخل مع البُرتقالي، وفي الشعار الإنجليزي وُضِع فيه الجهاز الرقميّ ومكتوب فوقه كلمة Digimon على طريقة الخط الرقميّ في الكتابة الإلكترونيّة، وفي الإصدار العربي كان الشعار مُطابقاً للشعار الإنجليزي ولكن مع تغيير كلمة Digimon إلى Digital والتي تعني الرقميّ وهو وصف أعم وأشمل ما دلّ على أن مضمون المُسلسل هو العالم الرقميّ ومتاهات المعلومات والبيانات وليس فقط مُقتصراً على المخلوقات التي تعيش فيه.

### الأسباب الرئيسية لاختيار الأولاد

زاجل (جيناي) وكيل أبطال الديجيتال ومُرشدهم الخاص في مهمتهم.

إن الأخطار التي داهمت العالم الرقمي قد أحدثت تشوّهات صاحبها تدميرٌ جُزئي لها وتهديد لحياة المخلوقات الرقميّة، مما اضطر المجموعة المسؤولة عن العالم الرقمي وهي مجموعة زاجل أن تتدارك الموقف وتتهيأ لأي خطرٍ مُقبل، لذا قرروا اختيار مجموعة من الأولاد من عالم البشر تجمعهم صفات مُشتركة وأحداثٍ مماثلة قد مرت بهم جميعاً قبل عدة سنوات، وقاموا بصنع البيوض الخاصة التي تحتوي بداخلها على مخلوقات رقمية وهم المرافقون الرقميون، فقاموا بتخصيص مُرافق رقميّ لكل بطل من أبطال الديجيتال يُساعده في القضاء على الأشرار، المُرافقون الرقميون قائمون على التطور بمستوياتٍ مختلفة بواسطة أجهزة وقلائد مختصة صنعت مع البيوض الرقمية، وكُل مستوى يفوق المُستوى الذي قبله بالحجم والقوّة، وبعد اقتياد الأولاد إلى العالم الرقمي، علموا شيئاً فشيئاً بأن هدف مجيئهم هو إنقاذ العالم الرقمي من أي خطرٍ يُواجهه، لأن الخطر الذي يحل بالعالم الرقمي ستعكس آثاره على العالم الحقيقي مما سيُشكل تهديداً على الحياة في موطنهم اليابان وبالتالي فإن هذا الأمر سيمتد إلى بقيّة البلدان لتصال آثاره الخطيرة إلى الكرة الأرضية أجمع، استدرك الأولاد مهمتم التي وُكِلوا إليها وعلموا بعد ذلك بأنهم هم الأمل الوحيد لإنقاذ العالمين، وطرد قوى الشر، وهذا ما نجحوا فيه في النهاية.

### التطور والمستويات
لكُل بطل من أبطال الديجيتال مٌرافق رقمي شريكٌ له يُساعده في القضاء على الأشرار، المُرافقون الرقميون لديهم القدرة على التطور بمستوياتٍ مختلفة بمُعاونة شريكه والجهاز الرقمي، وكُل مستوى يفوق المُستوى الذي قبله بالطاقة والقوّة، فالمرافق الرقميّ يتطور أو يتدنى من مستوى إلى آخر بحسب الأحوال والأوضاع ومُداهمة الأخطار، هذا التطور يندرج ضمن مُستويات مُتتالية خصصها المصنع المسؤول عن العالم الرقمي لأجل مواجهة الوحوش الرقميّة بشكلٍ مُتكافئ، يتشكل أولاً المرافق الرقميّ بعد أن يفقس من بيضة الديجيتال ليكون من فئة «أجنّة الديجيتال» أو «صغار الديجيتال» (في الدبلجة العربية) وهذه المرحلة لا تُعتبر من ضمن مُستويات القتال لأنها مرحلة يتم فيها تشَكُّل المُرافق الرقمي ولا يصلح للقتال بسبب ضعفه وعدم اكتمال نموّه، ثم تبدأ بعد ذلك المستويات بـ (مستوى الرُضع، مستوى الأطفال، مستوى البالغين، المستوى المثالي، المستوى الأقصى)، تطوّر المرافقين من مستوى الرُضع إلى مستوى الأطفال ثم إلى مستوى البالغين لا يتم إلا بالجهاز الرقمي، أما التطوّر من مستوى البالغين إلى المستوى المثالي ثم إلى المستوى الأقصى لا يتم إلا بالقلادة، مع التنويه على أن القلائد والأجهزة ليست مسألة حتميّة لتطور المرافق الرقميّ، بل بإمكانه التطوّر من غير الأجهزة والقلائد إذا توافقت صفة الشريك مع المُرافق كما حصل في الفيلم الأول لأبطال الديجيتال حينما تطوّر رعد إلى صنديد وكذلك في الحلقة الأخيرة عندما حطم جنجل (أبوكاليمون) وهو أخطر مخلوقٍ رقمي قلائد الأبطال وأجهزتهم لكنهم في النهاية استطاعوا التطوّر بفضل توافق صفاتهم مع بعضهم البعض. أمجد ويامن هما الوحيدان اللذان استطاعا الوصول إلى المستوى النهائي، وذلك بعد أن نُقلت طاقات مُقاتلي هند ووسيم إليهما في الحلقة 39: معركة الأرض وهو المُستوى الذي يستطيعان من خلاله قتال الأعداء ذوي الطاقات الكُبرى، هذه المُستويات تغيّر مفهومها في النُسخة العربية حيث استبدل مفهوم التطور إلى الأخ الرقمي أي أن المٌرافق الرقمي لا يتطور بل يستدعي أخاه الرقميّ من المستوى التالي ليُقاتل نيابة عنه وكأنه سباق مُتتابع، أما بقيّة الأولاد فلم يصلوا إلى المُستوى الأقصى في الجُزء الأول، ولكنهم وصلوا إلى هذا المستوى في أجزاء ووسائط أخرى مثل ألعاب الفيديو ومُجلدات المانغا والأفلام وسلسلة ديجيمون أدفنتشر تراي.
| المرحلة | المرحلة         | الاسم           | الاسم          |
| المرحلة | المرحلة         | الاسم الياباني  | الاسم العربي   |
| ------- | --------------- | --------------- | -------------- |
|         | المرحلة الأولى  | أجنّة الديجيتال  | صغار الديجيتال |
|         | المرحلة الثانية | مُستوى الرُضّع     | المستوى الأول  |
|         | المرحلة الثالثة | مستوى الصغار    | المستوى الثاني |
|         | المرحلة الرابعة | مستوى الكبار    | المستوى الثالث |
|         | المرحلة الخامسة | المستوى المثالي | المستوى الرابع |
|         | المرحلة السادسة | المستوى الأقصى  | المستوى الخامس |

### الاختلافات عن الأجزاء الأخرى
لدى الجُزء الأول أفضليّة عند جماهير ومُتابعي السلسلة عن بقيّة الأجزاء بحسب عدة استطلاعات، ويُعد هذا الجُزء أكثر اختلافاً عن البقيّة، في النمط، والأحداث، والمُفارقات الأولى، والتدرج، والتسلسلات الزمنيّة، ومواجهات المخاطر، مما جعل هذه السلسلة تتفرد عن بقيّة الأجزاء وتلقى شعبية أكبر ورواجاً أوسع وذلك بسبب عدة أسباب مُختلفة:
- الحس العالي للمُغامرة والاكتشاف في العالم الرقميّ.
- التعرّض للمُفارقات الأولى، والتعرف على العالم الرقميّ لأول مرة، ومعرفة الوحوش الرقميّة، والأجهزة والقلائد والمُرافقين، ميّز السلسلة عن البقيّة.
- الخوض في القتال والتدرج فيه، كان مُختلفاً عن الأجزاء الأخرى.
- وصول الأولاد إلى العالم الرقمي لم يكن بإرادتهم، مِما جعل حس المُغامرة يعلو أكثر في هذا الجُزء.
- حس الإنقاذ ومحاولة الهروب من هذا العالم والعودة إلى العالم الواقعي، والذي كان غائباً أغلب الأجزاء اللاحقة.
- تنوع كبير في المعارك والقصص، كوّن الجُزء الأول هو المسلسل الوحيد الذي ركز على جميع الشخصيات حتى النهاية ولم ينتقل للتركيز على البطلين الرئيسيين فقط بالنصف الثاني.
- صعوبة التنقل ما بيّن العالم الرقميّ والحقيقي، وإجبار الأولاد على التغيّب عن أهاليهم والقضاء عدة شهور في العالم الرقميّ، بعكس الأجزاء الأخرى الذي كانت جُل شخصياتهم مُرفهين في التواجد في كِلا العالمين.
- وصول الأولاد واختيارهم كان مبني على أحداث سابقة قبل سنوات عديدة، جعل الجُزء الأول يلقى رواجاً أكثر.
- حس الانبهار عند عودة الأولاد إلى عالمهم الحقيقي، الإحساس بهذا الشعور كان غائباً عن جميع الأجزاء.
- التعرف على الفارق الزمنيّ بين العالمين، وارتباطهما ببعضها، ومكوناتهما، كل هذه الأمور أعطت مغامرة أكبر لهذا الجُزء.
- اختلاف المراحل وتنوّع الأماكن والتنقل فيما بينها مثل الجزيرة الملفيّة وقارة سيرفر والعودة إلى العالم الرقميّ مرة أخرى، جعل السلسلة تتميز بقوة.
- كثرة عدد الشخصيات الرئيسية مُقارنةً ببقيّة الأجزاء، أعطى طابعاً أقوى عن حس التعاون والترابط.
- تميز المُسلسل بأغنية «باتر-فلاي» التي تُعتبر أكثر الأغاني أيقونية على الإطلاق في السلسلة.
- عمل عليه الكثير من الأسماء المعروفة، يُعتبر أشهرهم هو المخرج الكبير مامورو هوسودا الذي أخرج فيما بعد «حروب الصيف»، «الفتاة التي قفزت عبر الزمن»، و«أبناء الذئب يوكي وآمي».[37]

### معالم اليابان

على اليسار صور الأماكن في المُسلسل وعلى اليمين الصور الحقيقية.

على الرغم من أن المُسلسل قد بُني بأفكارٍ خيالية إلا أنه في الجانب الآخر ارتبط ارتباطاً مُدهشاً بالعالم الواقع، وبدا ذلك جلياً بعد مُشاهدة بعض المعالم الحقيقيّة في حلقات المُسلسل، كانت جُل هذه المعالم في اليابان وخاصةً في مدينة أودايبا المدينة التي يقطّنُ فيها الأولاد باستثناء وسيم، وهي جزيرة اصطناعية كبيرة وتقع في خليج طوكيو في اليابان عند جسر قوس قزح من وسط طوكيو وكانت هي مرحلة انتقال الأولاد للسكن فيها بعد أحداث قتال الوحوش الرقميّة (صنديد مع الطائر الرقمي) في عام 1995 في حيّ هيكاريغاوكا الحيّ الذي كان الأولاد الثمانية يسكنون فيه، وظهرت أسماء الكثير من المُدن اليابانية والشوارع والمباني والأحياء السكنية ومحطات القطارات والجسور وغيّرها، ظهرت هذه المعالم في مرحلة الوطواط ما بين الحلقة 21 والحلقة 39 حينما سحب التيّار أمجد إلى العالم الحقيقي بعد أن قضى صنديد المُدرع على قردون عندما كان مع البقيّة في العالم الرقميّ إلى حين القضاء على هرّاس، من أشهر المعالم التي ظهرت في المُسلسل والتي اُرتكزْ عليها الكثير من الأشياء هو مركز قناة فوجي وهي ذات القناة التي نقلت المُسلسل في أول عرضٍ له، تصدر مركز قناة فوجي التي يُشرف عليها والد يامن في المُسلسل أحداث أبرز الحلقات، وكان هو مصدر حاجز الضباب الذي تسبب به الوطواط في مدينة أودايبا وكذلك حدثت معركة الوطواط مع الأولاد فوق مركز القناة حينما تمكنّوا أخيراً بعد اتحاد أسلحة جميع المُرافقين من القضاء عليه، يتشكل المبنى من أعمدة مُتقاطعة على رأسها دائرةً ضخمة تُشكّل المركز الرئيسي للقناة وهي تُعد من أشهر معالم مدينة أودايبا، ظهر أيضاً جسر قوس القزح الذي يُشكل أحد حدود مدينة أودايبا حيث ظهر في عدة حلقات منها الحلقة 36: (اخترق الحاجز! بريق زودومون)، ظهر كذلك أشهر معرض في أودايبا وهو معرض طوكيو بيغ سايت الذي اُفتتح في عام 1996 أي قبل عرض الجُزء الأول بثلاثة سنوات؛ وهو المكان الذي قام الوطواط وجنوده بحجز المُواطنين فيه هادف بالقبض على بطل الديجيتال الثامن والتي تبيّن فيما بعد أنها هند، ظهرت معالم بيغ سايت بشكلٍ يُثير الإعجاب سواءً من الداخل أو الخارج، وأيضاً ظهر تمثال هاتشيكو في محطة شيبويا عندما استقلا يامن ووسيم محطة القطار في الحلقة الثانية والثلاثون (تمَّ اقتصاصها في الدبلجة العربية) وهو تمثالٌ بُني في الثلاثينات من القرن الماضي لكلبٍ وفيّ لم يُغادر محطةّ القطار الذي كان محل اللقاء الأخير مع صاحبه قبل أن يتوفى هذا الأخير ليظل الكلب يتردد على محطة القطار لمدة عشر سنوات مُتتالية، كما ظهر في المُسلسل برج طوكيو الكائن في حي ميناتو في طوكيو والذي يُعد أحد أشهر الأبراج في اليابان، ظهر بوضوح في الحلقة الثالثة والثلاثون حينما ذهبتا سمر ومي إليه من الداخل، لم يقتصر ذلك فقط على المعالم والشوارع والأحياء والمباني بل اندرج ضمن ذلك المدرسة الابتدائية في جزيرة أودايبا وهي المدرسة ذاتها التي يدرس فيها أبطال الديجيتال والمعروفة باسم «شوغاكو»، ظهر ذلك في الحلقات الأخيرة من مرحلة الوطواط عندما تنكرّت والدة سمرّ وهديل بهيئة جنود الوطواط، بالإضافة إلى ظهور أشهر الأحياء السكنية في مدينة نيريما وهو حيّ هيكاريغاوكا والذي كان يقطن فيه الأولاد الثمانية قبل أربعة سنوات من أحداث الجُزء الأول قبل أن ينتقلوا للسكن إلى مدينة أودايبا.
|                                       |  |  |
| مركز قناة فوجي في المٌسلسل وفي الواقع. |  |  |

وعلى غرار المعالم والأحياء السكنيّة والمُدن ومحطات القطارات؛ فقد ارتكز المُسلسل على العادات والثقافات اليابانيّة بشكلٍ واضح، مثل أنواع الصلصات التي تُستخدم في الأكل والمشهورة عُرفاً في اليابان منها صلصلة الكيمتشي وصلصلة ناتّو الفول وصلصلة البونزو وهي صلصلة معصورة من الحمضيات وهي مشهورةٌ في اليابان، وتناوّل المُسلسل الطريقة التقليديّة اليابانية في تناوّل الطعام بواسطة العيدان الخشبيّة، وأظهر المُسلسل صورةً عن السُكَّان اليابانيين وأساليب الحياة اليابانية من خلال طريقة معيشتهم في البيوت اليابانية التقليدية المصنوعة من الخشب والمُدعمّة بأعمدة خشبية والبيوت العصرية فغالبًا ما تحتوي على غرف مُصممة على الطراز الغربي ذات أرضية خشبية وغالبًا ما يستخدم في بنائها الأعمدة المصنوعة من الصلب؛ لكن أكثر ما كان يٌركز عليّه المُسلسل هو تصوير المواطنين الذين يعيشون في المناطق المدنية في مبانٍ كبيرة من الخرسانة مسلحة مُقسمة إلى شققٍ سكنيّة. حيث اهتم المُسلسل على إبراز صورة تواضع الشعب الياباني والثقافة الفكريّة والأخلاقية التي يملكها شعب اليابان مثل الانحناء كتعبير عن الاحترام للكبار أو للأساتذة أو للوالدين واحترام المواعيد والالتزام بالنُظّمِ والقوانين وضرورة نزع الأحذية داخل المنزل وغيرها بالإضافة إلى الفنون التي يتم إثراؤها في اليابان مثل فن تنسيق الزهور أو ما يعرف باسم أيكيبانا والذي تخصصت به والدة سمر في المُسلسل، والاهتمام بالأزياء التقليدية اليابانية والاهتمام بالرياضة وعلى وجه الخصوص كرة القدم وغيرها من الأمور المُتعارفة عليها في اليابان.

أمجد في الحلقة 21 ويظهر التاريخ 1 أغسطس 1999.

راعى المُسلسل كذلك وبشكلٍ واضح التواريخ الزمنيّة وارتباطها بالأحداث وأرض الواقع، وهو ما حدث منذُ البداية حينما أعلن عن أن التاريخ كان هو 1 من شهر أغسطس في العام الميلادي 1999 في يوم انطلاقةَ الأولاد إلى العالم الرقميّ، حيث قضوا أشهُراً عديدة هُناك، قبل أن يعود أمجد وحده إلى العالم الحقيقي ليكتشف بعد ذلك أن الوقت لم يتغيّر وتاريخ اليوم كان هو نَفسه التاريخ الذي كانوا فيه في المُخيّم الصيفي في بداية المُسلسل وهو 1 أغسطس 1999م، يُذكر بأن الزمن في العالم الرقميّ يختلف عن الزمن في العالم الحقيقي بصورةٍ كبيرة لدرجة أن عدة سنوات في العالم الرقميّ تُساوي عدة ساعات في العالم الحقيقي، ومن الصُدف المُتعمّدَة كان وقت عرض الحلقة 21 لأول مرّة في 1 أغسطس لعام 1999 على تلفزيون فوجي وهو نفس التاريخ الذي كان في أحداث الحلقة نفسها؛ وهي الحلقة التي عاد بها أمجد إلى العالم الحقيقي بعدما سحبهُ التيّار الذي حدث نتيجة اختلال فجوةٍ بعد القضاء على قردون، وبحساب الزمن في العالم الحقيقي دون النظر إلى الزمن في العالم الرقميّ فإن جميع الحلقات كانت في يوميّن فقط وهما 1 أغسطس و2 أغسطس لعام 1999. وظهرت الفروقات كذلك في الأجزاء والأفلام الأخرى بشكلٍ يجعل جميع الإصدارات تتلاءم زمنياً من حيث الأحداث والأعمار وعروض الحلقات. هذه المُؤشرات أعطت طابعاً عن الثقافة والتنشئة اليابانية ومدى ارتباط المُسلسل بأرض الواقع.

## رمزيات المسلسل

### العالم الرقمي

إحدى معالم الجزيرة الملفيّة في العالم الرقمي.

العالم الرقمي (بالإنجليزية: Digital World)‏ (باليابانية: デジタルワールド، بالروماجي: Dejitaru Wārudo)، هو عالمٌ مُوازي للعالم الحقيقي، وهو مُلاصق له تماماً بل إنه متداخل فيه ويُطابقه في الحجم، ويُعتبر عالم غير مرئي بالنسبة للبشر الذين هُم في العالم الحقيقي لوجود حاجزٍ إلكتروني، هذا العالم يُشابه العالم الحقيقي في صفته كوجود النباتات الخضراء والأنهار والجبال والصحاري والهواء ولكنه يختلف معه في مادته وزمنه وأسلوب الحياة فيه، فهو مصنوع من البيانات، أي أن البيانات والبرامج قد اتخذت شكلاً مادياً به، وهو عالم داخل نطاق الحاسوب، هذا العالم يٌبنى عن طريق البيانات المُهملة في العالم الحقيقي، فعلى سبيل المثال إذا فشل مشروع إلكتروني في الواقع واضطر لإغلاقه فإن البيانات التي حُذفت ستُكمل دورها في العالم الرقميّ، وهُناك اختلاف في الزمن بين العالميّن، فالدقيقة الواحدة في العالم الحقيقي تساوي يوماً كاملاً في العالم الرقميّ، وفي هذا العالم يُوجد الكثير من المخلوقات الرقميّة، وهي مخلوقات صُنعت من البيانات وليس لها أرواحٌ حقيقيّة، للعالم الرقميّ نظام مُبرمج، وكُل إنسان بشري يدخل في هذا العالم تتحول مادته إلى البيانات، ولكن هذا لا يعني أن الخطر قد لا يصيبه بل الخطر يكون واحداً ومصير أي خطأ هو الموت، أي أن الموت في العالم الرقميّ هو نفسه الموت في العالم الحقيقي، في هذا العالم أشكال حياة مُختلفة، وفيه أماكن وقارات مُختلفة وبُحيرات ومُحيطات، سُميت أسماء القارات بأسماء برامج ومُستندات الكمبيوتر في الإصدار الياباني، مثال ذلك الجزيرة الملفية (بالإنجليزية: File island)‏ وقارة سيرفر (بالإنجليزية: Server Continent)‏ التي تعني الخادم وقارة فولدير (بالإنجليزية: Folder Continent)‏، لهذا العالم منطقة صغيرة تُسمى منطقة الظلام وهي منبع الأفكار السوداء التي تُسيطر على صاحبها في حال راودته أفكار غريبة من شأنها أن تزيل الثقة عن صاحبها، ويُحدد مكانها تحت باطن الأرض، ولهذا العالم خمسة حُراس مُقدسين كما أتى في الإصدار الياباني، وكل حارس فيهم يحرس منطقة مُعينة، أول القارات التي وصل إليها الأولاد هي الجزيرة الملفية وهي الأرض الوحيدة التي ترتبط ارتباطاً مُباشراً مع العالم الحقيقي، وفيها أرض البدايات والتي تُعتبر مولد المخلوقات الرقميّة من جديد، وهي جزيرة في وسطها جبل شاهق وفيها بٌحيرة ضخمة في أحد أرجائها، ويوجد قارة سيرفر، وهي قارة تبعد مسافةً معينة عن الجزيرة الملفيّة وفيها صحراء كُبرى وعدة قُرى وغابات، وتُعتبر أكبر قارات العالم الرقميّ، كما يوجد فيها منطقة المُدرج الروماني، وهي منطقة أثرية في متاحف أثريّة كما في العالم الواقع، كما توجد غابات كثيرة ومناطق نباتيّة بجانب الصحراء، وفيها بركة مياه ومطعم للمخلوقات الرقميّة، وعدد من المنازل ومدن الملاهي، وفيها قلعة فشكول، وهي قلعة مشهورة بأميرها النائم وأتباعه جنود الفرافيش والزنابيع، كما يُوجد فيها قلعة الوطواط الذي فيها البوابة الرقميّة المؤدية إلى العالم الواقع، وبجانب الجزيرة الملفيّة وقارة سيرفر، يُوجد الجبل الحلزوني وهو جبل تكوّن من قِبل سادة الظلام، ويحتوي هذا الجبل على أربعة مناطق ولكل منطقة يرأسها أحد سادة الظلام، والمناطق هي: الغابة، والمحيط، والمدينة، والأرض الجرداء المظلمة، وكذلك يوجد جدار النار، وهو الجدار الذي تمكّن جنجل من اختراقه والعودة بعد أن رُمي في منطقة الظلام. العالم الرقميّ في هذا الجزء هو نفسه في الجزء الثاني، أما في الأجزاء الأخرى فتحدث فيه اختلافات كثيرة.

#### الفوارق بين العالم الرقمي والعالم الحقيقي
- العالم الرقمي مصنوع من البيانات الرقميّة المُهملة بعكس العالم الحقيقي المكوّن من الذرات والجُزيئات.
- الدقيقة في العالم الحقيقي تُساوي يوماً كاملاً في العالم الرقمي.[ب]
- في الأصل لا يعيش البشر في العالم الرقمي.
- جميع المخلوقات وأشكال الحياة في العالم الرقمي لا روح لها لأنها من البيانات.
- الأراضي في العالم الرقميّ مقدورة التفكك والتجزّء.
- العالم الرقمي يُحمى من قبل حُراس يملكون قوى مُقدسة.

### المخلوقات الرقمية

المخلوقات الرقميّة تُحيط بالأولاد في شارة البدايّة.

المخلوقات الرقميّة أو الوحوش الرقميّة (بالإنجليزية: Digital Monsters)‏ هي مخلوقات مصنوعة من البيانات الرقميّة تعيش في عالمٍ مُوازي وهو العالم الرقميّ بعيداً عن البشر الأصليين، وهي مخلوقات لا أرواح لها، طبيعة تكوين هذه المخلوقات تكون بالعيّش في العالم الرقميّ بشكلٍ طبيعي، وبالرغم من أنهم قد صُنعوا من البيانات إلا أنها مخلوقات تشعر وتأكل وتشرب وتبكي وتفرح مثل البشر تماماً، جميع المخلوقات الرقميّة تتطوّر بمُستويات مُختلفة، وتتواجد أنواع كثيرةٌ من كل فصيلة منها في العالم الرقميّ، من المخلوقات الرقميّة يوجد ما يُسمى بالمُرافقين الرقميّين وهم مخلوقاتٌ خُصصوا لمُرافقة أبطال الديجيتال، تُقسم المخلوقات الرقميّة بعدة أنواع حسب بيئتها المعيشية، ومن هذه الأنواع المخلوقات البحرية والمخلوقات النباتيّة والطيور والمخلوقات الميكانيكية والمخلوقات البرمائية ومخلوقات الدُمى والثديات والرخويات وغيرها، يوجد من المخلوقات الرقميّة ما هو طيّب ومُسالم ويُوجد منها الشرير، ويُعتقد بأن سبب كوّن هذه المخلوقات شريرة هو فيروسات أحدثت تشوّهات في تكوينها وسبب لها حُب التحكم والسُلطة واندثار الرحمة في أفعالها، تُولد المخلوقات عن طريق البيوض الرقميّة في أرض البدايات في الجزيرة الملفيّة، وهذه المخلوقات لا تفنى بحيث أن لو قام أحد مخلوقات الشرّ بالقضاء عليها فإنها ستعود إلى بيّضةٍ لتنمو من جديد؛ وذلك بشرط القضاء على قُوى الشر في العالم الرقميّ، وتتفاوت قُوة المخلوقات الرقميّة بين بعضها البعض بسبب اختلاف المُستويات، ولكُل مخلوقٍ رقميّ أسلحة مُخصصة له.

### البيوض الرقمية

بيوض الديجيتال

تكون وُلادة ونشأة المخلوقات الرقميّة من المٌرافقين من خلال برمجةٍ دقيقة تكون عبرَ بيوضٌ رقميّة مُبرمجة تُسمى البيوض الرقمية (بالإنجليزية: Diggi-Egg)‏، تُفقس هذه البيوض في أرض البدايات وهي جُزءٌ من أرضٍ صغيرة تُشبه مكان خاص للأطفال، تقع أرض البدايات في الجزيرة الملفيّة التي سقط عليها الأولاد في بداية مُغامرتهم وفيها الكثير من بيوض الديجيتال، هذه البيوض مُختلفة الأشكال والألوان ومن خلالها تفقس ويخرج منها مخلوقاتٍ رقميّة من مُستوى الرُضّع ثم ينمو لاحقاً إلى المُستويات المعروفة برفقة الشُركاء وهُم أبطال الديجيتال، كما أنها ليست حكراً على المُرافقين فقط بل جميع المخلوقات الرقميّة، البيوض الرقمية هي النُطفة التي يبدأ فيها تكوين المخلوق الرقمي، وفيها يعود المخلوق الرقمي بعد موته ليُولد وينمو من جديد بشرط القضاء على قُوى الشر كما فعلوا أبطال الديجيتال حينما قضوا على قوى الشر وعادت جميع المخلوقات التي قُضي عليها من قِبل سادة الظلام وغيرهم من الأشرار مثل الحوت ودعبول وليث على هيئة بيوض في أرض البدايات. بيوض الديجيتال كثيرة في العالم الرقمي وتُسمى المخلوقات التي تفقُس من هذه البيوض بصغار الديجيتال بمَن فيهم مرافقو أبطال الديجيتال، ظهرت البيوض في الكثير من الحلقات ومن أبرز الحلقات التي ظهرت بها بيوض الديجيتال الحلقة 12 (مغامرة! أنا (صدى) والهر) حيث ظهرت آلية فقس البيوض وتكويّن أجنّة صغار الديجيتال، هذه البيوض يختلف شكلُها وطريقة خروج المٌرافق الرقميّ منها في الجُزء الثاني حيث سُميت بيوض الديجيتال في الجُزء الثاني بالدروع في الدبلجة العربية وذللك بسبب اختلافها عن شكل البيّضة المعروف بالإضافة إلى طريقة خروج المُرافق الرقمي منها والذي يتم تكوين المُرافق من خلال أشعة الديجيتال بعد لمس شريكه للدرع بدلاً من فقسها.

### الجهاز الرقمي

جهاز الديجيتال

الجهاز الرقمي أو كما يُعرف بـديجيفايس (بالإنجليزية: Digivice)‏ في الإصدار الياباني، هو جهاز خاص لكُل بطل من أبطال الديجيتال الثمانية، ظهر للمرة الأولى في المُخيّم الصيفي قبل انطلاق مُغامرة العالم الرقمي، وقد تمَّ صُنعه في المصنع الرقميّ بواسطة مجموعة زاجل المسؤولة عن العالم الرقميّ والتي هيّ نفسها من قامت باختيار أبطال الديجيتال تحديداً، كل جهاز من هذه الأجهزة يُطابق الصَفات الخاصة بصاحبها لتجعل له القدرة على مُساعدة مُرافقه بالتطوّر بشكلٍ صحيح، صُنعت الأجهزة رِفقة البيوض الرقميّة والقلائد، وقام زاجل بإنقاذ الأجهزة والبيوض من الاختطاف بعد مُداهمة سادة الظلام على المصنع إلا أن الجهاز الخاص بهند قد سقط في أثناء هروبه، وبسبب غير معروف وصل جهاز هند إلى منزلها في أودايبا والتي حصلت عليه في نهايّة المطاف، بينما أجهزة الأولاد السبعة الآخرون قد تم الاحتفاظ بها في الجزيرة الملفيّة بعيداً عن سادة الظلام لحين قدوم أبطال الديجيتال إلى العالم الرقمي. هذه الأجهزة تُساهم في تطوير المُرافق الرقميّ بشكلٍ صحيح من مُستوى الرُضّع إلى مستوى الأطفال ومن مُستوى الأطفال إلى مُستوى البالغين، وأما التطّور من مُستوى البالغين إلى المُستوى المثالي ثم إلى المُستوى النهائي لا يَتم إلا بوجود القلائد ومفاتيحها، وعند التطوّر إلى المُستوى المثالي فإن ألوان الأجهزة تتغير بحسب صفة صاحبها، على الرغم من ذلك فإن الأجهزة ليست هي السبيل الوحيد للتطوّر، بل هي وسيلة مُساعدة للتطوّر بشكلٍ صحيح. الأجهزة الرقميّة لا تقتصر وظيفتها على التطوّر فحسب، بل لها وظائف أخرى مهمة أيضاً، منها أنها تُبعد قوى الظلام وتوّجه النور وتُطهر قوى عالم الديجيتال من قوى الشر والتشوّهات كما فعل الأولاد عندما أزالوا التشوهات التي حدثت للعالم الرقميّ بعد أن عادوا مرةً أخرى إليه بطلبٍ من الجد زاجل في مايو عام 2000 بعد مُغامرتهم الأولى بعدّة أشهر، ويُعتبر هذا الجهاز بالإصدار الياباني أداةً مُقدسة، ولها قدرةٌ مُذهلة في تحرير الوحوش الرقميّة من مُسننات الشر التي زرعها الخفاش، واستطاع الأولاد من تحرير بعض الوحوش بأكثر من مُناسبة مثل جامح وليث والحوت، كما أن الأجهزة الرقميّة تعتبر أداةً لتتبع إشارات الأجهزة الأخرى، وهذا ما أفاد أبطال الديجيتال كثيراً في إيجاد بعضهم البعض، يُعتبر جهاز الديجيتال أداة دخول إلى العالم الرقميّ ومن غيره لا يتم الانتقال إليه، قام الأولاد باستخدام الأجهزة لصُنع بوابةٍ تنقلهم من العالم الحقيقي إلى العالم الرقميَ بعد القضاء على هرّاس.

### المسنن الأسود

المُسنن الأسود

المسنن الأسود (باليابانية: 黒い歯車، بالروماجي: Kuroi Haguruma) (بالإنجليزية: Black Gear)‏ ويُسمى كذلك في الدبلجة العربية بـمُسنن الشر، هو المُسنن الذي قام الخُفاش باستخدامه لإغواء وغسل أدمغة المخلوقات الرقميّة الطيّبة منها والمحايدة من أجل أن تكون تابعةً له، المُسنن عبارة عن معدنٍ صلب لونه أسود يُشبه الترس الميكانيكي ويدور بانتظام، قام الخفاش بواسطة هذا المُسنن بالسيطرة على الكثير من الوحوش الرقميّة مثل فولاذ ووحش الجليد والثاقب والحوت وليث وكبكوب وحصان الديجيتال وجامح وغيرهم من الوحوش، يتم نزع المُسنن من الوحش الرقميّ إما بواسطة أشعة الجهاز الرقميّ الذي بحوّزة الأولاد لما له من طاقةٍ مُقدسة أو توجيه الضربة نحو المُسنن مُباشرةً من قِبل المُقاتلين، استعمل الخفاش المُسنن الأسود في استخدامات أخرى، منها قام بالاعتماد عليها في تحريك الجُزر المُتفرجة من الجزيرة الملفيّة بعد أن قام بتفرقة أجزاءها، واستعان بالمُسننات أيضاً في معركته مع أبطال الديجيتال، حيث قام بإدخال عددٍ كبير من المُسننات في جسده لتزيده حجماً وقوة، صانع المُسننات غير معروف حتى الآن. تُشابه فكرة هذه المُسننات بفكرة السوار المُمغنط الذي ظهر في الجُزء الثاني حيث اُستعملت لنفس الغرض رُغم اختلاف الشكل.

### القلائد

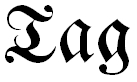
القلادة.

القلائد (باليابانية: 紋章، بالروماجي: Monshou) (بالإنجليزية: The Crests)‏ وتُسمى أيضاً بـالقِمم، هي مجموعة من قلائد ذهبيّة اللون تحتوي كُل قلادة منها على مفتاح خاصٍ بها، ولكُل مفتاح رمزٌ ولون خاص بشريكه، كما أن كُل مفتاح يرمز إلى صفةً مُعينة تُوافق صاحبها، تُساهم هذه القلائد بمُساعدة المُرافق إلى التطوّر للمستوى المثالي ومن ثم المُستوى الأقصى، ولا يتم التطوّر إلا بتوافق تلك الصفة بهذه القلادة عند صاحبها، ورُغم ذلك، فلا تُعتبر القلائد مسألةً حتميّة للتطوّر إلى المستوى المثالي أو المُستوى الأقصى، بل تُعتبر وسيلة مُساعدةً فقط، صُنعت القلائد في المصنع الخاص للعالم الرقميّ من طرف مجموعة زاجل المسؤولة عن العالم الرقميّ وذلك قبل سنوات عديدة من بداية أحداث المُغامرة، حيث تعرّضت هذه القلائد للسرقة من قِبل طنبور (بييمون) بعد صناعتها، ثم انتقلت إلى الخفاش (ديفيمون) باستثناء القلادة الثامنة لهند حيث استحوذ عليها الوطواط (فامديمون)، خُبأت هذه القلائد في كهف عميق تحت البحر واستطاعوا الحصول عليها بفضل مُساعدة الحوت (وييمون)، في حين خُبأت المفاتيح في أماكن مٌتفرقة في قارة سيرفر، هذه القلائد تتوهج عند التطوّر وعندما تزداد معاني الصفة الخاصة بها عند صاحبها، كما تُعتبر أداة استدلال مع القلائد الأخرى، تعرضت للتحطيم من قِبل جَنجل (أبوكاليمون) في نهاية السلسلة الأولى لكن الأولاد تمكنّوا من التطوّر إلى مُستوياتهم العًليا بفضل صفاتهم الخاصة، هذه الصفات هي الشجاعة والصداقة والمعرفة والمحبة والصفاء والإخلاص والأمل والنور.
| الصورة | الصورة | صاحب المفتاح | الاسم          | الاسم         | الموقع                    |
| الصورة | الصورة | صاحب المفتاح | الاسم الياباني | الاسم العربي  | الموقع                    |
| ------ | ------ | ------------ | -------------- | ------------- | ------------------------- |
|        |        | أمجد         | 勇気の紋章     | مفتاح الشجاعة | داخل كهف.                 |
|        |        | يامن         | 友情の紋章     | مفتاح الصداقة | بئر ارتوازي.              |
|        |        | سمر          | 愛情の紋章     | مفتاح المحبة  | بحوّزة كهرب (نانومون).     |
|        |        | شادي         | 知識の紋章     | مفتاح المعرفة | بئر ارتوازي.              |
|        |        | زيّن          | 誠実の紋章     | مفتاح الإخلاص | المدّرج الروماني.          |
|        |        | مي           | 誠実の紋章     | مفتاح الصفاء  | فوق نبات الصبار.          |
|        |        | وسيم         | 希望の紋章     | مفتاح الأمل   | على جدار جرف صخري.        |
|        |        | هند          | 光の紋章       | مفتاح النور   | بحوّزة الوطواط (فامديمون). |

## القصة
يحكي المُسلسل قصة سبعة أولادٍ يابانيون من مدينة أودايبا في نهاية القرن العشرين وتحديداً في الأول من أغسطس عام 1999 حينما كانوا يقضون عطلتهم في المُخيّم الصيفي في النشاط التي أقامته مدرسة أودايبا للابتدائية، وأثناء قضاءهم عُطلتهم الصيفية داهمت اليابان عاصفةٌ ثلجيّة بشكلٍ غريب ومُفاجئ في وقت الصيف، وبعد انتهاء العاصفة استطلع الأولاد الثلج واكتشفوا شفقٌ قطبي خرجت منه أجهزةٌ رقميّة يدوية أمام كل واحدٍ من الأولاد ليمتصهم تيّار غريب يقودهم إلى عالمٍ آخر فيه الكثير من المخلوقات الرقميّة، بعد أن فاقوا من غيبوبتهم وجدوا مُرافقيهم الرقميين، وما إن واجهوا أول خطر من مخلوق رقميّ حتى اكتشفوا بأن لهم القُدرة على دعم مُرافقيهم للتطور إلى المُستوى الأعلى بمُساعدة الأجهزة الرقميّة، من أجل مُواجهة الأخطار ومُكافحة كل أنواع التهديد.

### المرحلة الأولى: ما قبل العالم الرقمي

معركة صنديد والطائر في 1995.

يٌسبق المُسلسل بأحداثٍ كثيرة تُفسر سبب اختيار الأبطال تحديداً لأن يخوضوا المُغامرة وسبب وجودهم وهدفهم وكيّفية صُنع البيوض الرقميّة التي نشأت منها المخلوقات الرقميّة المُرافقة للأبطال السبعة وسبب انفصال البطل الثامن عن البقيّة، قبل بداية السلسلة بسنوات طويلة داهم الشر عالم الديجيتال بعد اختراق جدار الحمايّة من وحش شرير، اُستدعي فيما بعد خمسة أولاد للقضاء عليه، ونجحوا في ذلك في النهاية، واُشتهروا هؤلاء الخمسة في جميع أنحاء العالم الرقمي ليُصبحوا رمز تذكار للحياة فيه، وتقول النبوءة بأن هناك ثمانية أبطال جُدد سيأتون بمهمة إنقاذ العالم من جديد، وتبدأ الحكايّة تحديداً في عام 1995 قبل أحداث المُسلسل بأربعة أعوام من خلال عبور بيضةٍ رقميّة إلى العالم الواقع في بيت أمجد (تايتشي) وشقيقته هند (هيكاري) عن طريق الصُدفة عبّر شقٍ حدثَ بعد اختلال النظام في البيانات، وفوْر سقوط البيضة إلى بيّت أمجد وهند اعتنيا بها إلى أن فقسّت وظهر مخلوق رقميّ صغير من مُستوى الرُضّع ثم تطور إلى ورْد من المُستوى الأطفال وهذا ما يُفسر عدم ذُعر هند عندما رأت ورد حينما سقط مع أمجد في العالم الحقيقي قادما من العالم الرقمي في الحلقة 21 (العودة إلى اليابان)، بعد ذلك تطوّر ورد إلى رعد ، بعد أن تطوّر رعد أمام أمجد وهند ظهر مخلوق رقميّ طائر سقطَ في مدينتهم من خلال فجوةٍ عملاقة تفصل ما بين العالميّن ليذهب إليه رعد ويتقاتل معه في إحدى شوارع اليابان ويتطور إلى صنديد، كان كلاً من الأطفال الثمانية بمن فيهم أمجد وهند يُراقبون هذه المعركة من شُرفات منازلهم، في أثناء المعركة سحب التيّار صنديد والطائر الرقميّ إلى العالم الرقمي وسطَ دهشة كبيرة من الأطفال في ذلك الوقت.
بعد الأحداث السابقة قامت مجموعة زاجل وهم المجموعة المسؤولة عن العالم الرقمي باختيار أمجد وهند وبقيّة الأطفال الستة لأن يكونوا أبطالاً في المُستقبل حيث يُوكل إليهم مهمة إنقاذ العالم الرقمي تمهيداً لاقتحام أي خطر يتربص على العالم الرقمي، وسبب اختيارهم لأمجد وهند هو قُدرتهم على تطور رعد إلى صنديد وإن لم يكونوا قد يعلمون بما جرى لهم حيث اكتشفوا بإن للأولاد صفات يستطيعون من خلالها التطور إلى مُستوياتٍ أعلى من غير الاستعانة بالجهاز الرقمي على وجه الضرورة، وسيراً بهذه الخطوة قاموا بصُنع أجهزة وبيوض رقمية وقلائد تتوافق مع الصفة الأساسية لكُل بطلٍ من الأبطال، إلا أن سادة الظلام وهُم مجموعة من زُعماء الشر قد اكتشفوا هذا الأمر وقرروا اقتحام المصنع وسرقة البيوض والأجهزة والقلائد لتعطيل العملية، وبالفعل قاموا باقتحام المصنع الخاص وتدميره بقيادة طنبور زعيم سادة الظلام، وقام طنبور بسرقة القلائد والاستحواذ عليها وفي لحظات بادر أحد رجال المصنع الشُجعان وهو الجد زاجل في شبابه بخطف البيوض والأجهزة والهرب بها لحمايتها مُستعيناً بأحد مركبات العدو لكنه لم يتمكن من استعادة القلائد الذي كانت بقبضة طنبور، قام جيش سادة الظلام بمُلاحقته وفي أثناء مُطاردتهم له سقطت إحدى البيضات مع الجهاز وهي البيضة المُخصصة لهند وهذا ما يُفسر سبب انفصال هند وخرموش عن البقية ويُعلل لماذا لم تبدأ هند المُغامرة مع البقية بالرغم من أنها أحد أبطال الديجيتال، بعد ذلك استطاع زاجل الهرب بالبيوض السبعة المُتبقية مُحتفظاً بها من سطوة سادة الظلام عليها إلى الجزيرة الملفيّة حتى فقست المُرافقون من البيوض وانتظروا شُركائهم الأولاد المُختارون ومن هُنا بدأت مغامرة الأولاد في العالم الرقمي.
عُرضت هذه الأحداث في الفيلم الأول «ديجيمون أدفنتشر» الذي عُرض قبل المُسلسل الأصلي بالإضافة إلى حلقات مُتنوعة ومُختلفة، مثل الحلقة 21 والحلقة 45 وغيرها.

### المرحلة الثانية: الخفاش وأول خطرٍ حقيقي

المعركة التي حدثت بين أبطال الديجيتال والخٌفاش.

تبدأ مُغامرة الأولاد بقدومهم إلى العالم الرقميّ وتحديداً عندما سقطوا في جزيرةٍ ملفيّة، وفيها يكتشفون أنهم أبطال الديجيتال، وهم أولاد مختارون مع مرافقين رقميين، شيئاً فشيئاً يُدركون معالم العالم الذي هم فيه وماهيّة الأجهزة التي يملكونها وكيفية تطور المُرافقين إلى عدة مُستويات وذلك بعدما شاهدوا مُرافقيهم يتطورون من مُستوى الرُضّع يتطورون إلى المُستوى الأطفال بعدما داهمهم أول خطر وهو المقص في بداية المُسلسل ثم توالى هذا الأمر وأصبحوا يتطورون من مُستوى الأطفال إلى مُستوى البالغين وبشكلٍ مُتتالي مثل ما حدث مع أمجد ومُرافقه عندما تطوّر إلى صنديد من مُستوى البالغين في المعركة التي جرت بينهما وبين سُلحفاة الديجيتال ثم مع يامن عندما تطور مُرافقه إلى رماح عندما قاتل أفعى الديجيتال في وسط البحيرة، ثم بدأت مرحلة مُسننات الشر بعدما علم الأولاد أن هناك مُسننات سوداء تُسيطر على المخلوقات الرقميّة وتجعلها مخلوقاتٍ شريرةٍ لا ترحم، كما حدث مع سمر في قتالها مع الوحش الملتهب حارس الينابيع الجبليّة، وتلاها شادي الذي قام بمُساعدة طاقة إحدى المصانع الجزيرة الملفيّة عندما تقاتل مع فولاذ وتحريره من المُسنن، ومي التي ساعدت مُرافقتها لكي تتطور إلى صباره وتحرر الدبدوب الرقمي من المسنن، وزين الذي تطوّر مُرافقه إلى عاصف وقام بتحرير الحصان الرقميّ من المسنن، لم يكتشف الأولاد أن لهم القُدرة على التطوّر لمواجهة الأخطار فحسب بل واكتشفوا أن جُلّ الأعداء الذين واجهوهم ما هُم إلا مخلوقات رقميّة طيّبة وأنهم كانوا مُنومين من خلال مُسننات الشر التي تتحكم بمشاعرهم والتي زرعها فيهم أحد زُعماء الشر.
كشف الشرير عن حقيقته بأنه الخفاش، الذي أرسل مُسننات الشر الممغنطة التي تغسل أدمغة المخلوقات الرقميّة وتتحكم بمشاعرها وأفعالها بواسطة الهجوم عليها، تمكّن الخُفاش من تفرقة الأولاد بعد أن استطاع خداعهم بإحدى طُرقه الماكرة، وبدأ الخفاش بصب تركيزه على وسيم ومُرافقه صدى، حيث أنهما يُمثلان التأثير الأكبر ضده على الرغم من أنهم كانا الوحيديّن اللذان لم يتطورا إلى مُستوى البالغين. تمكّن الأولاد من لَم شتاتهم بعد أن فرّقهم الخفاش بعد عدة مُغامرات ومخاطر خاضوها مع الوحوش الرقميّة وقرروا بعد ذلك خوّض غِمار المعركة الكبرى ومواجهة الخفاش، وعندما حانت المعركة قام الخفاش بزرع مُسننات الشر في جسده لتزيده حجماً وقوّة كما استعان بمُساعده الغول الذي زرعه في جسده هو الآخر وظهر الخفاش للأولاد بأكبر من حجمه الطبيعي بأضعاف كثيرة، وبدأت المعركة المُنتظرة في بداية الأمر عجز الأولاد عن التصدي للخفاش بسبب قوته الكبيرة التي استعادها من مُسننات الشر وفي ظل حالة العجز التي حلّت بالأولاد قرر الخفاش القضاء على وسيم ليسهل عليه القضاء على الآخرين ولحسن الحظ، استجمع صدى كافة قُواه، واستطاع التطوّر إلى مُستوى البالغين، ليظهر بشكل عنقاء واستطاع بفضل شُعاع الخيّر القضاء على خُفاش والعودة من جديد إلى بيضةٍ رقميّة ليبدأ النموّ من جديد. ينتهي بذلك الخطر القائم في الجزيرة الملفيّة وتنتهي معه المُسننات السوداء التي صنعها الخٌفاش ويعود كُل شيءٍ كما كان.

### المرحلة الثالثة: قردون والبحث عن مفاتيح القلائد

زين وأمجد داخل هرم قردون.

بعد القضاء على الخُفاش، تبدأ هذه المرحلة بظهور عجوزٍ غريب عبر شبكة الاتصال المرئية ثُلاثيّة الأبعاد، يتبيّن فيما بعد أنه الجد زاجل وهو أحد الرجال الذين قاموا بتوّلي صُنع البيوض واختيار الأبطال وغيرها في المرحلة التي سبقت مُغامرة العالم الرقمي ليكون لهم دليلاً فيما سيُواجهون في المُستقبل ويُجيب على تساؤلاتهم ليُخبرهم بأن عليهم المضي قُدماً إلى قارةٍ بعيدة جداً تُدعى قارة سيرفر (أرض الياقوت في الدبلجة العربيّة) فيها وحوشٌ آخرين أكثر قوةً من الخُفاش، وأعلمهم كذلك بأن الأجهزة التي يملكونها ليّست كُل شيء بل هُنالك ما يُسمى بالقلائد ومفاتيحها أو شاراتها وأن هُناك مُستويات أخرى للقتال، وأن لكل واحد من الأولاد صفةً مُعينة تُميّزه عن الآخرين وبهذه الصفات بٌرمجت القلائد، ثم قُطع الاتصال؛ ليبدأ تناقش الأولاد عن ما إذا كان يجب عليهم الوثوق به والمضي قُدماً نحو قارة سيرفر، بعد الاتفاق على القرار النهائي قرر الأولاد الذهاب إلى قارة سيرفر غير آبهين بالمخاطر التي تواجههم، وذلك عن طريق البحر، بعد أن قاموا ببناء مركب شراعي صغير بمُساعدة جميع الوحوش الرقميّة الطيّبة والذي قاموا بتحريرهم من مُسننات الخُفاش سابقاً، بعد أن قاموا ببناء المركب الشراعيّ انطلقوا إلى قارة سيرفر، وبعد طريقهم قام حوتٌ ضخم بابتلاعهم وتبين للأولاد من داخل جوف الحوت بأنه تحت تأثير إحدى بقايا المُسننات السوداء التي زرعها الخُفاش سابقاُ ليقوم الأولاد بتحريره من المُسنن، بعد ذلك شكر الحوت الأولاد على معاونتهم له وكرد جميلٍ لهم قام بتوصيلهم إلى قارة سيرفر ودلّهم كذلك على مكان قلائد المفاتيح التي خبأها الخُفاش في كهف تحت الماء، وصل الأولاد إلى قارة سيرفر بعد عدة أيام وشكروا الحوت على نقلهم إلى القارة. وعند وصولهم إلى قارةِ سيرفر وصل الأولاد إلى قرية صغار الديجيتال وهي قرية كانت أصلاً لمخلوقات صغية وطيّبة لكن استولوا عليها مخلوقات صغيرةٌ أخرى شريرة، وظنّ الأولاد أنهم هم صغار الديجيتال سُكّان القريّة الأصليين، لكن الأولاد اكتشفوا ذلك فيما بعد وخصوصاً بعد أن قاموا باختطاف سُكّر مُرافق وسيم من المُستوى الرضّع، واكتشفوا أنهم كذلك أتباع لوحشٍ شرير آخر يُدعى قردون الذي ظهر لهم هذا الآخر من خلال شبكة مرئية، هرب الأولاد من قردون ودخلوا داخل كهفٍ خلف شلال إلى أن وصلوا نهايةٍ مسدودة اكتشف أمجد مفتاح قلادته في هذا المكان والتي قامت بدورها بنقلهم إلى مكانٍ آخر بعيد عن قرية صغار الديجيتال، بعد ذلك استطاع الأولاد الحصول على مفاتيح قلائدهم واحداً تلو الآخر بدءً من زيّن الذي حصل عليها في المُدرج الروماني وهو المكان الذي يحتفل فيه قردون سنوياً، ثم ميّ التي وجدتها فوّق صبارةٍ عملاقة في صحراء قارة سيرفر، ثم شادي ويامن في بئرٍ ارتوازي كان أمام قريّة دعبول اللامرئية وهو أحد المخلوقات الطيّبة والمُحاربة للشر، ثم وسيم الذي وجد مفتاح قلادتها أمام جُرفٍ صخري، باستثناء سمر، وصلت رسالةٌ إلى شادي في حاسوبه يُبلغهم بأن لديّه مفتاح قلادة سورا وأنه مُستعد لإعطائهم المفتاح بشرط تحريره من سجنه الذي يقع في وسط هرم قردون، وعندما ذهبوا إلى هرم قردون اكتشفوا بأن صاحب الرسالة هو مخلوق رقمي مُخادع يُدعى كهرب وله مع قردون نزاعاتٍ ومعارك سابقة كانت نتيجتها أسر كهرب على يد قردون، عندما وصل الأولاد إلى هرم قردون قام كهرب بخطف سمر إلى غرفةٍ سريّة تحت الهرم، بعدها بليلةٍ واحدة قرر الأولاد تحرير سمر من كهرب ووضعوا خطة للتسلل إلى مكان سمر، وبالفعل نجحوا في تحريرها من كهرب والحصول على قلادتها؛ لكن قردون اكتشف المكان الذي اختبأ فيه كهرب، واقتحم المكان، كان كهرب قدد قرر الانتحار وقتل قردون معه عن طريق اغراقه في كرة عملاقة تعتبر شبكةً للظلام، لكن قردون في اللحظة لم يمت بل آلت الأمور إلى العكس حيث زادت قوته بواسطة كُرة شبكة الظلام، وهاجم الأولاد، وبعد محاولة تصدي الأولاد لقردون استطاع أمجد الوصول إلى المُستوى المثالي (المُستوى الرابع في الدبلجة العربية) والقضاء على قردون، بعد ذلك سحب تيارٌ غريب نبع من بُعدٍ غريب سحب أمجد ومُرافقه إلى العالم الحقيقي وتحديداً في مدينته أودايبا.

### المرحلة الثالثة: العودة إلى الوطن ومهمة إنقاذ البطل الثامن

أبطال الديجيتال لحظة عودتهم من العالم الرقمي.

بعد القضاء على قردون يعود أمجد إلى العالم الحقيقي وفي مدينته أودايبا تحديداً بعد أن سحبه التيّار، يقضي أمجد وقتاً قصيراً هُناك قبل أن يعود إلى العالم الرقمي، وعند عودته كان قد مرّ وقتاً طويل على اختفاءه نظراً لفوارق الزمن بين العالم الرقمي والعالم الحقيقي، وأثناء سيّر أمجد مع مُرافقه الرقمي وجدوا سُكر مُرافق وسيم من المُستوى الرُضّع مُلقى بجانب البُحيرة، وعندما سأله عن أحوال أصدقائه بعد أن اختفى عنهم أخبره سُكر أن بقيّة الأولاد قد تفرّق شملهم بعد رحيله المُفاجئ، أمضى بعد ذلك أمجد البحث عن البقيّة للم شتاتهم ونجح في ذلك بعد مُكافحات ومعارك كان أبرزها المعركة التي مع زقزوق والمعركة مع فقوس صاحب المطعم الذي أبى إلا أن يعمل زيّن لديه في المطعم بعد أن عجز عن تسديد المُستحقات بالدولار وهي العُملة المُتداولة في العالم الرقميّ، وأيضاً معركة فشكول والذي يُلقب بالحاكم النائم وزعيم الزنابيع والفرافيش، بجانب المعارك التي خاضها قام أمجد كذلك بإصلاح النزاعات بين الأبطال نفسهم، كما حدث عندما أصلح خلاف يامن وزيّن فضلاً عن تضحيّة زيّن الذي ساهمت بشكل كبير في إصلاح الخلافات، وكذلك عندما أعاد رُشد مي إلى صوابها خصوصاً عندما اغتّرت بنفسها في قصر الفرافيش والزنابيع وغيرها. وعندما قام أمجد بلَم شمل الجميع من جديد ظهر الوطواط فجأة وهو ثالث زُعماء الشر، نجا الجميع بعد أن تمكّنت سمر من استدعاء عُقاب من المُستوى المثالي، الذي تصدى للوطواط وقام بنقل الأولاد إلى مكان آمن، وفي أثناء ذلك قام الجد زاجل بالاتصال مباشرةً مع الأولاد ليُخبرهم بأن هُناك بطلاً جديداً ثامناً معهم ويعيش في نفس المدينة التي يعيشون فيها، ولكن الوطواط علِمَ بهذا الأمر ويُخطط لمداهمة المدينة والانتقال إلى اليابان في العالم الحقيقي من خلال بوابةٍ رقميّة ضخمة تقع في القلعة، ووجب على الأولاد الذهاب إلى العالم الحقيقي وإيجاد البطل الثامن قبل أن يجده الوطواط ويقضي عليه، قرر الأولاد التسلل إلى القلعة ومُداهمة الوطواط، في الوقت نفسه كان الوطواط قد أعد جيشاً ضخماً بقيادة خرموش، وأثناء استعداد الوطواط للذهاب إلى العالم الحقيقي فاجأهم أمجد والبقيّة الوطواط لكنهم فشلوا في إيقاف زحفه هو وجيّشه إلى العالم الحقيقي، بعدها طلب زاجل إلى الأولاد القدوم إلى منزله الكائن تحت البُحيرة، وعندما أتوا الأولاد أعطاهم الجد زاجل بطاقات فتح البوابة وطلب منهم التريّث في حل المُعضلة من أجل فتح البوابة، وفي الصباح ذهب الجميع إلى البوابة ونجحوا في فتحها ووضع البطاقات في أماكنها في الطاولة الحجريّة بعد تفكير واستنتاجٍ طويل.

هند لحظة اكتشافها بأنها البطل الثامن.

وصل الأولاد إلى عالمهم في 1 أغسطس 1999 وتحديداً في المخيّم الصيفيّ، وحينها ذهبوا إلى حي هيكاريغاوكا وهو نفس الحيّ الذي رأوا فيه المعركة التي حدثت قبل أربع سنوات بين صنديد والطائر الرقميّ الذي كانوا يسكنون فيه كذلك، وهناك وجدوا الماموث أحد جنود الوطواط، استدعت سمر مُقاتلها عُقاب لمواجهته، ونجح في القضاء عليه، حينها تذكر الأولاد بالمعركة السابقة التي حدثت، واستنتجوا أن هناك قواسمَ مُشتركة فيما بينهم، منها المعركة التي رأوها جميعاً وعلى افتراض ذلك فإن الولد الثامن قد رأى المعركة أيضاً وانتقل كذلك إلى أودايبا وقرروا الذهاب إلى هناك، وعندما ذهب الأولاد إلى أودايبا عادوا إلى منازلهم واجتمعوا مع أهاليهم، ويوماً بعد يوم خاضوا معارك عديدة مع جنود الوطواط ومنهم بهبوت وزرَد وغيرهم من الوحوش، وفي يومٍ من الأيام رأي خرموش وهو أحد جنود الوطواط هند شقيقة أمجد، وأحس بشيءٍ غريب في داخله اتجاهها، وعندما تتبعها وراقبها من بعيد، تذكر ماضيه وأنه كان ينتظر أحداً، وفي نفس الوقت جاء شهاب إلى خرموش ليُعلمه بأنه وجد جهاز الديجيتال الخاص ببطل الديجيتال الثامن في عش غُراب وسط الغابة، أخذ خرموش الجهاز وذهب إلى هند، في ذات اللحظة أخرج الجهاز أشعة رقميّة عند مُلامسته يد هند، عرف خرموش بأن هند هي البطلة الثامنة وأنه هو مُرافقها الرقميّ وهي الشخص المجهول الذي كان ينتظرها، وقرر خرموش برفقة شهاب الذهاب إلى معقل الوطواط لسرقة القلادة الأصليّة للبطل الثامن، لكن الوطواط كشف خطتهم وقام بأسر خرموش ورمي شهاب في البحر، قام الوطواط بصُنع حاجز للضباب في المدينة كي يضمن بقاء الولد الثامن في أودايبا وأمر جنوده باحتجاز جميع أطفال المدينة في معرض بيغ سايت، وبعد عدة أحداث تمكّن جنود الوطواط من معرفة البطل الثامن وهي هند، في هذه الأثناء كان زيّن ووسيم قد أنقذوا شهاب من الغرق الذي كان يحمل قلادة هند وأوصلوا بعدها القلادة إلى أمجد، الذي قام الأخير بإيصالها إلى هند لكن زقزوق مُساعد الوطواط سرق الجهاز من قبضتها، استغل الوطواط هذه اللحظة ورمى سلاحه باتجاه هند، لكن شهاب ضحى بنفسه من أجل خرموش وهند، استثارت مشاعر هند عندما رأت شهاب يموت أمامها وقام جهازها بإطلاق إشعاعات جعلت زقزوق يُسقطه من قبضته لتتمكن هند من استدعاء غيثاء من المُستوى المثالي والتي تمكنت بعد اتحاد جميع أسلحة المُرافقين من القضاء على الوطواط، وبعد القضاء عليه لم يزل حاجز الضباب، واجتمعت خفافيش كثيرة لتُكوّن هرّاس وهو المُستوى الأقصى من الوطواط وأكثر ضخامةً منه، أرسل زاجل إلى الأولاد رسالة مفادها أن يتحد الأخويّن لأجل القضاء على هرّاس، فهم الأولاد هذه الرسالة وطلبوا أمجد ويامن من هند ووسيم نقل طاقة مُرافقيّهما إليهم للارتقاء إلى المُستوى الأقصى، وهذا ما حدث حيث نجحا الاثنان في استدعاء جلمود وسمهر من المُستوى الأقصى، وتمّكن الجميع بفضل طاقات جلمود وسمهر من القضاء على هرّاس، لتنتهي معالم خطورة الوطواط في المدينة، ويُقرر الأولاد العودة إلى العالم الرقمي للاستمرار في القضاء على الأشرار حتى يَحُل السلام فيها، ونجحوا بواسطة إشعاعات أجهزتهم الرقميّة في الذهاب إلى العالم الرقمي.

#### قصة خرموش وانضمامه إلى الوطواط
تعُود قصة خرموش وسبب انفصاله عن بقيّة المُرافقين في أحداث المصنع الخاص في العالم الرقميّ واحتلال سادة الظلام عليه بنيّة سرقة البيوض والأجهزة التي صُنعت خصيصاً للأبطال الثمانية، لكن تدخل زاجل أفشل مُحاولات سرقة البيوض الرقميّة والأجهزة دون القلائد، بعد أن زاجل بخطف البيوض من سادة الظلام ولحقوا به، وأثناء المُطاردة سقطت إحدى البيضات من زاجل؛ كانت هذه البيضة هي البيّضة الخاصة بالمُرافق الرقميّ الخاص بهند وهو خرموش، وهذا ما يُفسر سبب ابتعاده عن البقيّة، كان خرموش على اختلاف مراحل تطوّره ينتظر أحداً ما، نشأ وحيداً في بيئة قاسية كان لا أحد يهتم فيه ولا يشعر بأي اهتمام ولا بأي أيّة مشاعر إيجابية نحوّه مما جعل قلبه قاسياً، وفي أحد الأيام وجده الوطواط ليجعله تابعاً له، حيث كان يتلقى أشد أنواع التعذيب والضرب، وذلك ليكون تحت طوعه وإمرته، وفي إحدى الأيام وجد خرموش شهاب مُلقاً على جانب الطريق لا أحد يأبه له، فعاونه وعالجه، الأمر الذي جعل شهاب يكون مع خرموش في كُل صغيرةٍ وكبيرة ويَعِدُه أكثر الأشخاص ثقةً به.

### المرحلة الرابعة: سادة الظلام والعودة إلى العالم الرقمي

سادة الظلام.

بعد أن قضى أبطال الديجيتال على الوطواط مرتيّن، مرةً في المُستوى المثالي ومرةً أخرى في المُستوى الأقصى، لاحظ الأولاد تشوّهاتٍ في سماء عالمهم الحقيقي، واكتشفوا أن هذه التشوّهات هي العالم الرقميّ، لِما قد مرّ من وقتٍ طويلٍ هُناك، قرر الأولاد الذهاب إلى العالم الرقميّ لمُحاربة كل قُوى الشرّ الموجودة فيه، وعند ذهابهم إلى هُناك اكتشفوا أن كثيراً من الأمور تغيّرت، وظهر عددٌ من الأشرار يُسمون بسادة الظلام، وهم طنبور وأفعوان وخشوب وكركوش، ظهّر سادة الظلام أمام الأولاد وكان برفقة الأولاد حينها جرّود أحد المخلوقات السابقة التي واجهتها ميّ، قضى طنبور على جرّود أمام ناظر الجميع وعندما هلّم على القضاء على الأولاد ظهر دعبول أحد المخلوقات الطيّبة، وأنقذ الأولاد من سادة الظلام، وهرب بهم بعيداً عنهم عبر إحدى طُرقه السحريّة، لكنه دفع ثمن ذلك غالياً فقد قضى سادة الظلام عليّه، وعندما وصل الأولاد إلى مكانٍ آمن شاهدوا جبلاً حلزونياً اكتشفوا أن هذا الجبل من صُنع سادة الظلام، وهو عبارة عن جبل صُنع من الأجزاء التي سيّطر عليها سادة الظلام، وصل الأولاد إلى منطقة البحر وهي المنطقة التي يتحكم بها أفعوان، وقرر إحدى معاوني أفعوان أن ينصب فخاً للأولاد لكنه فشل في ذلك بعد مقاومة زيّن وميّ، وحينها ظهر أفعوان للأولاد في مُنتصف البحر وتقاتل مع سندان مُرافق زيّن من المُستوى المثالي، لكنه لم يستطع مُقاومته ووضع الأولاد في موقف لا يُحسد عليه، لكن في الوقت المناسب ظهر الحوت لينقذ الأولاد في اللحظة الأخيرة، وبعد مطاردات بين أفعوان وجنوده والحوت والأولاد تقاتل الطرفيّن في النهايّة، ونتج عنه انتصار الأولاد وقضوا على أفعوان لكنهم خسروا الحوت، قرر في هذه الأثناء أن يواجهوا خشوب ثاني زعيم لسادة الظلام، في بادئ الأمر اختطف خشوب وسيم ليلعب معه أمام شقيقه، لكن وسيم في استطاع الهرب من منزل خشوب ويعود سالماً إلى البقيّة، ووسط ترحيب الأولاد بوسيم شعر يامن ببعض الأوهام في نفسه واختفى عن البقيّة، عندما شاهد أحد رجال خشوب يامن جالساً وحده قرر أن يضع خطةً خبيثة من شأنها أن تقع بينه وبيّن أمجد، ونجح في ذلك بعد خداعه، ليجعله يُصر على قتال أمجد ليُثبت أنه الأقوى، وعندما عاد إلى البقيّة طلب من يامن من أمجد أن يتقاتل معه، وسط دهشةٍ من البقيّة، وبالفعل تقاتل الاثنان وتقاتل مُرافقيّهما من المُستوى الخامس، لكن في أثناء قتالهما ظهر بريقٌ خطف الأولاد ليُريهم لماذا هُم أصبحوا أبطال الديجيتال على طريقة عرض فيلم سينمائي بواسطة الصور الهولوغرافية، وفي النهايّة فهم يامن الغايّة، وانفصل من الأولاد، كما انفصلا ميّ وزين عن البقيّة أيضاً لتكون هُناك ثلاث مجموعات مُنفصلة. بعد لحظاتٍ يسقط نيزك على الأرض، داخل هذا النيّزك هو الغوريلا المعدني وهي المُستوى التالي من قردون أحد زُعماء الشرّ، كان ميّ وزين قد صادفا عدة مخلوقاتٍ رقميّة في طريقهما، ومن بينهم ليث والغول، وواجهوا الغوريلا المعدني وتقاتلوا معه، وبفضل تضحيّة ليّث استطاعا القضاء على الغوريلا المعدني، في هذه الأثناء كانت المجموعة الثانية وهم أمجد وسمر ووسيم ووسيم وشادي يتقاتلون مع جنود خشوب، بينما يامن واجه خشوب في مكانٍ آخر وقضى عليه، لينتهي ثاني سادة الظلام ويتبّقى اثنان فقط.
ذهبت مجموعة أمجد تمشي من غير هدف، حتى سقطت هند بسبب مرضها، مما أثار ذاكرة أمجد حينما سقطت هند عندما كانت تلعب معه عندما كانت في الخامسة من عمرها، وكانت تفقد حياتها بسبب ذلك، قرر أمجد وشادي الذهاب للبحث عن دواءٍ لها في إحدى المُدن القريبة، فيما بقوا البقيّة معها، واُثناء ذلك، أمر كركوش جُنوده بالهجوم عليهم، وسقطوا جميعاً في فجوةٍ تحت الأرض، وبعد عدة مغامراتٍ وأحداث استطاعوا الأولاد في النهايّة من القضاء على كركوش، ليتبّقى طنبور آخر سادّة الظلام، ذهبت مجموعة أمجد إلى قمة الجبل الحلزوني حيث يقطن طنبور، أرسل في البداية إحدى مُقاتلاته من أجل مُحاربة الأولاد، ولكن غيثاء تمّكنت من القضاء عليها، طلب أمجد من سمر ووسيم الذهاب لمُناداة بقيّة الأولاد من أجل الاستعداد لمعركة آخر سادة الظلام طنبور، ذهبت سمر برفقة سمر للبحث عن يامن والبقيّة، وفي طريقها سقطت في كهف الظلام وهي أفكار سوداء تسيُطر على دماغها، لكن يامن وزيّن الذي ترك ميّ وحدها بعد أن ترك لها بعض الوحوش لحمايتها، قاما بإخراج سمر من هذه الأفكار والعودة إلى قمّة الجبل الحلزوني، كان طنبور قد وصل إلى أمجد وشادي وهند وبدأ القتال معهم، طلب أمجد من الأولاد توفير طاقاتهم لحين مجيء البقيّة، وقرر القتال مع طنبور وحده بالاستعانة بجلمود،
وفي اللحظة الأخيرة وصل يامن وزيّن وسمر ووسيمٍ إلى قمّة الجبل الحلزوني، ولكن طنبور بإحدى خُدعه السحريّة قام بتحويل الأولاد ومُرافقيهم إلى لُعبٍ صغيرة واحد تلو الآخر، باستثناء وسيم الذي تشبّت بالأمل إلى آخر لحظة واستطاع التطوّر إلى المُستوى المثالي واستدعاء صوّان، الذي نجح الأخير في تحرير الأولاد والقضاء على طنبور.

### المرحلة الخامسة: جنجل آخر الأعداء.. وما بعد العالم الرقمي

الأبطال الثمانية

بعد أن قضى أبطال الديجيتال على سادة الظلام واحداً تلو الآخر، مما نتج عنه اختفاء الجبل الحلزوني الذي صُنع من المناطق التي قام سادة الظلام باحتلالها، ظنَّ الأولاد أن الشرّ قد انتهى، وعادت الحياة إلى سابق عهدها في العالم الرقميّ، ولكن وصلت رسالة من زاجل إلى شادي يقول فيها أن الأمر لم ينتهي بعد وأن هُناك عدواً أخير ينتظرهم، وفجأة سقط الأولاد في مكان مجهول ليجدوا أنفسهم في مكان منطقةٌ امتلأت بالظلام، والجاذبية فيها معدومة، ظهر الجد زاجل في حاسوب شادي يُخبرهم بأنهم لم يقضوا على المصدر الأساسي الذي جلب هذا الشر، وهذا العدو ظهر في جدارٍ ناري، حيث ظهرت نقوشات في منطقة دينو القديمة، جاء في نصها بأن ظهر شيء في الجانب الآخر من الجدار الناري والذي يقع في عمق العالم الرقمي، وعندما ظهر هذا المخلوق خلق تشوهات في النسيج الزمني، وقد جلب الدمار التام إلى العالم الرقميّ، لم تستطع المخلوقات الرقميّة هزيمته والصمود أمام قوّته، لهذا تمَّ استدعاء خمسة أطفال مُختارين ليقوموا بتحرير العالم الرقمي وهزيمة هذا المخلوق، أي أن كان هُناك أطفالا مُختارين قبل الأولاد الثمانية، وهذا قد حدث قبل سنوات عديدة، حيث استطاعوا هؤلاء الأولاد السابقين من القضاء على هذا المخلوق، وبقي في زاوية الظلام، وظهرت فيما بعد نبوءة في منطقة دينو القديمة تقول بأن الظلام سيدخل هذا العالم مرةً أخرى عن طريق الجدار الناري، بعد ذلك طلب زاجل من الأولاد توّخي الحذر من القال معه، وقُطع الاتصال، وبعد لحظات ظهر مخلوقٌ عملاق يُدعى جنجل، ذو طاقةٍ كبيرة جداً وشكلٍ مُخيف وأسلحةٍ غريبةٌ وفتاكة، ويملك جميع أسلحة الزُعماء السابقين مثل الخفاش والوطواط وسادة الظلام وغيّرهم، تبيّن أنه هو من قام بصُنع هؤلاء الأشرار وبث الشر فيهم والتحكم بهم، وأنه صانع جميع قوى الشر التي في العالم الرقميّ.

اللحظات الأخيرة في العالم الرقمي.

قام جنجل بتجميد طاقات المُرافقين وإعادتهم إلى المُستوى الطفل، ثم قام بتحطيم القلائد ليمنع الأولاد من التطوّر، أصاب حينها الأولاد بالإحباط والخوف الشديديّن، قام جنجل بعد ذلك بتفتيت أجسام الأولاد ومُرافقيهم إلى بيانات رقميّة داخل نطاق حاسوبي وهو عالم المعلومات، ثم يجد الأولاد نفسهم داخل زاوية يتبادلون فيها الأفكار، أخذوا يتبادلون ذكرياتهم مع مُرافقيهم، وما حدث لهم منذ البداية، وكيف عاشوا أصعب اللحظات وتخطوها، بفضل مُثابرتهم وعزمهم على النصر، وكيف عاشوا أسعد اللحظات مع بعضهم البعض، حتى ازدادت معاني صفاتهم في قلوبهم، وارتفعت معاني جميع الصفات في جميع الأولاد، فأصبح لكل شخصٍ منهم يحمل صفته وصفات جميع الفريق، حتى ازدادت هِمتهم المعنويّة وعزمهم على العودة وهزيمة جنجل، وتوهجت رموز القلائد في صدورهم، واكتشفوا بأن الرموز التي كانت في القلائد ما هي إلا رموز قلوبهم في الأساس، وعلِم الأولاد أنهم إذا واصلوا التصرف بناءً على صفاتهم الداخليّة فإن القلائد ليست ذات أهمية، واستطاعوا بفضل هذا الشعور من تطوّر مُرافقيهم مُجدداً، والخروج من زاويّة الأفكار وعالم المعلومات والعودة لمواجهة جنجل، الذي تفاجأ بظهورهم، وعودة مُرافقيهم إلى التطوّر، حيث عادوا أقوى من السابق، وتقاتلوا مع جنجل، واستطاعوا تدمير أذرعه في البداية، ثُمَّ وجهوا ضرباتهم عليهم، أدرك جنجل نهايته، وقرر أن يُحدث انفجار يسحب الأولاد معهم إلى زاوية الظلام، لكن أجهزة الديجيتال استطاعت تحجير هذه الطاقة ومحو التفجير، لتقضي على جنجل وتمحو الشر، ويختفي الظلام من هذا العالم، وتعود أرض البدايات إلى إعادة صُنع المخلوقات الرقميّة التي قُضي عليها سابقاً مثل ليث والحوت وغيرهم، التقط الأولاد صورةً تذكاريّة مع الجد زاجل وبعض الوحوش الرقميّة، وأخبر الجد زاجل للأولاد أن عليهم توديع مُرافقيهم، والعودة إلى عالمهم، قبل أن تُغلق البوابة، وبالفعل قام كل واحدٍ منهم بتوديع مُرافقه في لحظات مؤثرة يستعيدون من خلالها الذكريات الجميلة، ثُم عادوا بعد ذلك إلى ديارهم، وتنتهي قصة الجُزء الأول من خلال هذه الأحداث، أما ما يتبع هذا الجُزء فبعد أشهر عدة وتحديداً في مايو عام 2000 يطلب الجد زاجل من الأولاد العدة إلى العالم الرقميّ من أجل إصلاح التشويه الذي حصل في العالم الرقميّ عن طريق قلائدهم، ويفقدوا بذلك التطوّر إلى المُستوى المثالي (بشكلٍ مؤقت وليس دائم) من أجل تحرير القوة التي تحمي هذا العالم، وبعد ثلاثة أعوام يعود الشر إلى العالم الرقميّ عن طريق قوةٍ بشريّة، ويكون هنُاك أبطالاً جُدد، ويشاركون الأبطال الحاليين قصة مُغامرتهم، كما أضيف بطلاً تاسعاً إلى هؤلاء الأولاد في عام 2005 أي بعد ست أعوام من مُغامرتهم.

## الشخصيات

### أبطال الديجيتال
أبطال الديجيتال أو الأطفال المُختارون كما أُطلِقَ عليهم في النُسختين اليابانية والإنجليزية (بالإنجليزية: Chosen Children)‏ ويُلقبون كذلك ديجي ديستنيد (بالإنجليزية: DigiDestined)‏، هم الشخصيات الرئيسية في المُسلسل وهم ثمانيةُ أطفال يابانيون من مدينة أودايبا تتوانى أعمارهم ما بين ثمانية وإثني عشرَ عاماً (في الإصدار الياباني) وذلك في أغسطس من عام 1999، تتكون المجموعة من خمسةِ فتيان وفتاتان تُضاف إليهما فتاةٌ ثالثة في منتصف المُسلسل، وهم أمجد (تايتشي)، يامن (ياماتو)، سمر (سورا)، زين (جو)، شادي (كوشيرو)، مي (ميمي)، وسيم (تاكيرو)، هند (هيكاري).

#### أمجد

أمجد

أمجد المعروف في الإصدار الياباني بـتايّتشِي (باليابانية:八神 太一) (بالروماجي:Taichi Yagami)، هُو فتى في الصف الخامس يبلغ من العمر إحدى عشر عاماً وهو الشخصية الرئيسية في المُسلسل، كما أنه الشقيق الأكبر لهند أحد أبطال الديجيتال الثمانيّة، يُعتبر أمجد قائداً للمجموعة بسبَب علاقاته المتينة ومحبته مع الجميع وشجاعته في اتخاذ القرارات، على الرّغم من طيّشه وتهوّره إلا أن المجموعة ليس بمقدورها فِعلَ شيءٍ من دونه وظهر ذلك جلياً حينما سحبه تيارٌ نابعٌ من بُعدٍ رقمي إلى العالم الحقيقي في الحلقة 20 (تطور المستوى المثالي! صنديد المدرع)؛ حين افترقت المجموعة بعد أن غاب عنهم لفترة دامت أكثر من شهر وفوّرَ عودته قام بِلَم شتات المجموعة، عنيدٌ أحياناً ولا يُبالي بالخطر الذي قد يُصيبه نتيجةَ قراراته الطائشة، وعلى الرغم من ذلك، فإن أمجد طيّب الأخلاق ومُتعاون واجتماعي وكذلك حنونٌ مع الجميع خاصةً شقيقته هند، كما يملك أمجد روحاً مرحة وفُكاهيّة حتى في المواقف الصعبة التي تتطلب الجديّة في الكثير من الأحيان، وبصرف النظر عن كونه قائدً لمجموعة أبطال الديجيتال فإن أمجد بارعٌ في كرة القدم في مدرسته وكان نجمَ فريقه في أحد أندية كرة القدم للمدارس، شكَّل أمجد ثُنائياً مرحاً مع رعد وخاضا الكثير من المعارك وحدهِما حيث يُعتبران أفضل ثنائي بين بطل الديجيتال وشريكه، يَملك أمجد شارة الشجاعة في قلادته التيّ توهجت بفضل شجاعته في مروره في التيّار الكهربائي في هرم شبكة قردون.

#### يامن

يامن

يامن المعروف في الإصدار الياباني بـياماتو (باليابانية:石田 ヤマト) (بالروماجي:Ishida Yamato)، هو فتى في الصف الخامس يبلغُ من العمر إحدى عشرَ عاماً، وهو الشقيق الأكبر لوسيم أحد أبطال الديجيتال الثمانية، يعيش يامن مع والده في مدينة أودايبا بعد طلاق والديّه، هذا الأمر جعل علاقته مع والدته غيّر مُستقرة بسبب بُعدِه عنها، يُعَد يامن أكثر الأولاد جديّةً وعصبيّة؛ فهو سريع الغضب وهادئٌ كثيراً وبارد الأعصاب، ويُنظر إليه على أنه «الفتى المتمرد» أو «الذئب الوحيد» الذي يُفضل أن يتعامل مع الأشياء بطريقته الخاصة، مُنعزل ويحب الجلوس بمُفرده في كثير من الأوقات ويهوى العزف في آلتهُ الموسيقية الصغيرة الهارمونيكا كتعبير عن مشاعره، يامن هو شخصٌ وُقائي جداً ويخشى على نفسه وعلى الآخرين من مخاطر العالم الرقمي لذلك فإنه كثير الشجار مع أمجد بسبب تهوّر الأخير في قراراته، يُعتبر يامن قائداً ثانوياً للمجموعة بعد أمجد، على الرّغم من أن يامن فتى هادئ وكثير الغضب إلا أنه يملك جانباً حساساً؛ فهو مُحب للجميع ويحرص على مصلحتهم ودفعِ الضرر عنهم، وكثيراً ما يخاف على أخيه وسيم ويهتم به اهتماما بالغاً، يُعاب على يامن بأنه مُتسرع في الحكم على الآخرين وهذا سبب مُشاجراته الكثيرة، يحمل يامن شارة الصداقة في قلادته، على الرّغم من أن يامن لا تظهر عليه معاني الصداقة في ظَاهره لكنهُ يحمل معانيها في قلبه خاصةً بعد التجارب التي مرَّ بها في العالم الرقمي.

#### سمر

سمر

سمر المعروفة في الإصدار الياباني بـسورا (باليابانية:武之内 空) (بالروماجي:Takenouchi Sora)، هي فتاةٌ في الصف الخامس وتبلغُ من العمر إحدى عشر عاماً، تعيشُ سمر مع والدتها في مدينة أودايبا وحدهما بسبب انشغال والدها في العملِ بعيداً عنها في جامعة كيوتو في مدينة كيوتو وهذا ما جعلها مُرتبطة بوالدتها بشكل أكبر، سمر فتاةٌ عاطفية ولطيفة ومُحبّة للجميع، كما أنها تملك إحساساً عالي بالمسؤولية والخوف على أصدقائها من الأخطار المُحيطة، بالإضافة إلى أنها موثوقة جداً وتحاول الاعتناء بالأطفال الآخرين، كما أن لها دور في كثير من الأحيان أن تكون شخصية كأم لعديد من الأشخاص، تعتني بالآخرين وتحترم بمن هو أكبر مِنها ولا تتردد دائماً في مُساعدة الآخرين، فهي بشهادة جميع أصدقائها ومُعلميها فتاةٌ مُهذبة ولبقة ومُتواضعة ومرّحة في أسلوبها وتعامُلها مع الآخرين، بالرّغم من أنها فتاة فإنها لا تتذمر كثيراً لاسيّما حينما ساءَت الأوضاع في العالم الرقمي فهي لا تأبه للرفاهيّة كسائر الفتيات بل هيّ شديدةُ المواقف وكثيرة الصبر، دائماً ما ترى نفسها بأنها لا تحمل الحُب للجميع على الرغم من أنها كانت عكس ذلك إلى أن تيّقنت معنى الحب وأدركتهُ في نفسها، سمر لا تنجذب إلى ميول الفتيات كالاهتمام بمظهرها وأناقتها، سمر تهوى كرة القدم وتلعب في نفس فريق أمجد في أحد أنديّة كرة القدم، تحمل سمر شارة المحبة في قلادتها حين فهمت معنى المحبة بعد ما حصل لها موقف مع مُرافقتها هديل كان قد تكرر مع والدتها سابقاً.

#### شادي

شادي

شادي المعروف في الإصدار الياباني بـكوشيرو (باليابانية:泉 光子郎) (بالروماجي:Izumi Kōshirō)، هو فتى ياباني يبلغُ من العمر عشرةَ أعوام يدرس في الصف الرابع من المرحلة الابتدائية، شادي فتى عبقري جداً وخبير في الأمور التِقنيّة والتكنولوجيّا ومجالات الحاسوب، يستعمل بشكلٍ دائم حاسوبه المحمُول وكان له الفضل في حل الكثير من ألغاز وأسرار العالم الرقميّ أثناء مُغامرة الأولاد فيه، شادي لا يتخلى عن حاسوبه ويقضي الكثير من الوقت بتصفُحه حيث أنه يحمله معه باستمرار أينما ذَهب (سواءً في العالم الرقمي أو عالم الواقع) ويَعدُه أثمن شيءٍ يملكه، يهوى شادي العِلم في جميع المجَالات كما أنه فُضولي العلم بشكل ملحُوظ وما إن يَجد رمزاً غريباً إلا وحاول أن يفك شفرته، اعتمد الأولاد عليه في إخراجهم من الأزمات في كثير من الأوقات الصعبة وخصوصاً أثناء مُحاولتهم فتح الباب المُؤدي إلى العالم الحقيقي من خلال توزيع الأوراق في الطاولةِ الحجريّة حيث ساهم في كِشفْ ثمانيةُ أوراق من أصل تسعة، تُوفي والديه في صِغره بسبب حادث سيرٍ مروري وتبناه زوجين آخرين من أقرباء والده (عمه وزوجته في الدبلجة العربية)، شادي هادئ الأطباع ومُطيع ومُتعاون مع أصدقائه وعائلته ويملك شخصيّةً مُهذبة إضافةً إلى أنه خجول بعض الشيء اجتماعياً، يملك شادي صفة المعرفة في شارة قلادته بسبب حبه للمعرفة وفُضوله العلمي.

#### زين

زين

زيّن أو كما يُعرف بالنسخة اليابانية بـجو كيدو (باليابانية: 城戸 丈، بالروماجي: Kido Jō) هو فتى ياباني يبلغ من العُمر إثنا عشر عاماً يدرس في الصف السادس، يعيش مع شقيقه في مدينة أودايبا، بينما شقيقه الآخر يعمل في مدينة كيوتو وكلاهما أطباء، ويسعى زيّن لأن يسلك خُطى شقيقيّه ويُصبح طبيباً في المُستقبل، فهو مُجد في دراسته ودائماً ما يقضي جُل وقته لدراسة الاختبارات، يُعتبر زيّن أكبر الأولاد سناً وأكثرهم حرصاً عليهم من المخاطر، ولطالما كان زيّن يُحاول حل المشاكل التي تدور بين الأولاد حيث يعتبر نفسه مسؤولاً عن الأولاد لكونه أكبرهم سناً، شخصية زيّن تبدو مهزوزةٌ بعض الشيء وغير مُستقرة وكثير الارتباك في المواقف الصعبة والعاديّة في بعض الأحيان، فعلى الرغم من أنه أكبر الأولاد سناً إلا أنه أكثرهم خوفاً وجُبناً، في البداية زيّن يفتقد إلى الشجاعة ومواجهة الأخطار بشكلٍ أكثر صرامة حيث يكون مذعوراً بشكل دائم لكنه يُحاول أن يُثبت لنفسه والآخرين عكس ذلك، فهو يُعد أكثر الأولاد حكمةً وصبراً ويندر ما يتشاجر مع الآخرين، إضافةً إلى هذا فإن زيّن أكثر الأولاد إخلاصاً ومصداقيّة، فهو يُبدي سلامة الآخرين على سلامته حيث أنه ضحى بنفسه أكثر من ثلاث مرات أنقذ فيها حياة الأولاد من المخاطر، إضافةً إلى أن زيّن يُعد شخصاً ذكياً لما يملك من خلفية علميّة في بعض المجالات كالطب والفلك وغيرها بعد أن اكتسبها من خبرات عائلته، ويملك زيّن كذلك حساً كوميدي وروحاً مرحة، يملك زيّن مفتاح الإخلاص في قلادته لما يملكه من إخلاص للآخرين في قلبه.

#### مي

مي

مي المعروفة في الإصدار الياباني بـميمي (باليابانية:太刀川 ミミ) (بالروماجي:Tachikawa Mimi)، هي فتاةٌ يابانيّة تبلغُ من العمر عشرةَ أعوام تدرس في الصف الرابع تعيش في مدينة أودايبا، مي دائماً ما كانت تتذمر من وجودها في العالم الرقمي حيث أنها تكره مناظر القتال والصراعات ودائماً ما كانت تتمنى أن تعود إلى بيتها، أبلغ ما يكون وصفها بأنها «فتاةٌ أنثوية» فهي حساسةٌ جداً وقلبها رهيف وتعتبر فتاةٌ ناعمة مثل بقيّة الفتيات، تهوى مي تصاميم الأزياء وكل ما يُواكب الموضة وتُحب اللون الوردي تحديداً. ورثت مي هذه الصفات من والدتها التي تملك ذات الطبع والصفات. تُعتبر مي فتاة مُدللة جداً عند والديّها وتعيش حياة مُرفهّة معهما لكونها الابنة الوحيدةِ لهما، تتصرف ميّ بشكلٍ أناني في بعض الأحيان كما حدث في قلعة فشكول حينما استغلت حاجة الفرافيش والزنابيع ونصبت نفسها حاكمة عليهم، وفوق هذا قامت بأسر صديقيّها أمجد وزيّن ولكنها تداركت ما كانت تفعله وقامت بالاعتذار لهم جميعاً، ومع هذا فإن ميّ تملك قلباً صافياً ونقياً وكانت دائماً ما تهتم بالجرحى والضعفاء من المخلوقات الرقميّة، وفي الجانب الآخر فإن ميّ تملك موهبةً في الغناء لما تملكه من صوتٍ نادر وعذب، ولديها ذوق غريب في الأطعمة فهي تحب طبق فول الصويا المخمر. تربط مي علاقةً وثيقة جداً مع مُرافقتها زهرة فهما أكثر ثنائي عاطفةً اتجاه بعضهما من بقية الأولاد. تملك ميّ صفة الصفاء في مفتاح قلادتها.

#### وسيم

وسيم

وسيم المعروف في الإصدار الياباني بـتاكيرو (باليابانية:高石 タケル) (بالروماجي:Takaishi Takeru)، هو فتى ياباني يبلغ من العُمر 8 أعوام ويدرس في الصف الثاني، وهو الشقيق الأصغر ليامن أحد أبطال الديجيتال ويعتبره قدوته في الحياة ومثله الأعلى، عاش وسيم خارج مدينة أودايبا مع والدته بعد أن حصل الطلاق بين والديّه، واضطر أن يعيش بعيداً عن شقيقه يامن ووالده، يُعد وسيم أصغر الأولاد سناً، ورغم ذلك فإنه ناضج ولديه عقلٌ واعي ومتفهم، كما أن بالإمكان الاعتماد عليّه بالرغم من صغر سنّه، له شخصيّة مرحة ومٌتفائلة، ويُعتبر شخص ودود ومُحب للجميع، كما أن شخصيته قويّة جداً، دائماً ما يحاول أن يُثبت للجميع أن بإمكانه تخطي الأزمات وحَلْ العُقد، وأثبت ذلك فعلاً في عدة أمور، يكره أن يُنظر إليه على أنه طفلٌ صغير بحاجة إلى المُساعدة، وكثيراً ما كان يُعاتب أخاه على اهتمامه المُبالغ فيه، في بدايّة الأمر كان وسيم كثير البُكاء ولكن بعد أن عاش تجارب العالم الرقميّ واجتاز المخاطر والصعوبات أصبحت نفسيّته أقوى من السابق، كان وسيم في كثير من الأحيان مُعجب بشخصيّة وشجاعة أمجد ودائماً ما يستلهم منه أفعاله، يُعتبر وسيم شخصيّة محبوبةً للغايّة من قِبل الجميع، كما أنه يحظى باحترام وتشجيع دائم من الآخرين، وله علاقة حميميّة مع مُرافقه، يملك مفتاح الأمل في قلادته.

#### هند

هند.

هند المعروفة في الإصدار الياباني بـهيكاري (باليابانية:八神 ヒカリ) (بالروماجي:Yagami Hikari)، هي فتاة يابانية تبلغ من العُمر 8 أعوام وتدرس في الصف الثاني، وهي الشقيقة الصُغرى لأمجد أحد أبطال الديجيتال وتعتبره مثالاً ومصدر إلهام لها، عاشت فترةً من حياتها في هيكاريغاوكا قبل أن تنتقل مع أسرتها إلى مدينة أودايبا، اسمها في الإصدار الياباني[ ؟ ] هيكاري والتي تعني الضوء، وهو نفس اسم مفتاح قلادتها، هند رقيقة للغايّة وهادئة، ومُنذ صغرها وهي عُرضةٌ للأمراض الحساسة، هند لديّها طاقةٌ خاصة تنتج عن طريق النور، وظهر واضحاً في كثير من الأحيان، هند فتاةٌ لطيفة للغاية، ومهذبة وخلوقة، كما أنها في غاية الهدوء، ونادر جداً ما تغضب، وهي فتاة عاطفيّة ورحيمة جداً ولا تستحمل أي صورة من صور التدمير، تُحب الاعتناء بالحيوانات والمخلوقات الرقمية، وتعطف على الضعفاء والصغار، وتُحب الخير وتكره الشر وعواقبه، رُغم وأن لها قلباً عاطفياً فإنها تغضب عندما ترى أي صورةٍ من صوّر الظُلم أو الغرور والتسلط على حساب الضُعفاء، كما أنها كريمةٌ للغايّة وتحب إسعاد غيرها على حساب نفسها، ومتواضعة للغايّة وخلوقة وتُحب المزاح والضحك ولكن بشكلٍ أقل من أخيها، تُربي في منزلها قطة تُسميها ميكو (بيسو في الدبلجة العربية)، تربطها مع مُرافقتها علاقةٌ حميميّة وعميقة، وتحمل شارة النور في قلادتها.

### المرافقون
ملاحظة: ما ستُركز عليه الفقرة التي ستُذكر تباعاً هم المُرافقون من الذين ظهروا في أغلب الحلقات، للقراءة عن المُستويات الأخرى بشكلٍ أوسع شاهد المرافقون الرقميون.
المُرافقون الرقميّون هم مخلوقاتٌ رقميّة خُصصت لُترافق أبطال الديجيتال، فكل فردٍ من أبطال الديجيتال لديّه مُرافق رقميّ، المُرافقون هو الطرف الذي يتقاتل مع الوحوش من قِبل فريق أبطال الديجيتال، والمُرافقون لديّهم القدرة بمُعاونة شُركائهم على التطوّر لعدة مستويات بدءً من مستوى أجنّة الديجيتال وهو أول تكوينٍ له بعد فقسه من البيّضة ولا يُعتبر إحدى مُستويات القتال، ثم مُستوى الرُضَّع، ثم مُستوى الأطفال، ثم مُستوى البالغين، ثم مُستوى المثالي، ثم المُستوى الأقصى. دائماً ما يكون مُستوى الأطفال (المُستوى الثاني) هو الذي يُرافق الشريك في كل الحالات، ولا يرتقى إلى المستوى التالي إلا لغرض القتال، وكذلك لا يدنو إلى المُستوى الأدنى إلا إذا فقد طاقته.

#### رعد

رعد

مؤدي الصوت: شيكا ساكاموتو (باليابانية)، بثينة شيا (بالعربية)
رعد ويُسمى بالإصدار الياباني الأصلي أقومون (باليابانية: アグモン)، وهو المُرافق الخاص لأمجد (تايتشي) من المُستوى الثاني وهو مُستوى الصغار، وهو ديناصور أصفر صغير، ذو جلد أصفر أملس وأنياب ومخالب حادة، وعيون خضراء، يُعتبر أكثر المُرافقين ظرافةً ومرحاً وهو يتناسب جداً مع مواصفات أمجد حيث فيه من الجرأة والشجاعة والتضحيّة الشيء الكثير، يمتاز بهجوم كرة اللهب على أعدائه.
المُستويات الأخرى:
- المُستوى الأول: ورد (بالإصدار الياباني: كورومون)
- المُستوى الثالث: صنديد (بالإصدار الياباني: قريمون)
- المُستوى الرابع: صنديد المدرع (بالإصدار الياباني: ميتال قريمون)
- المُستوى الخامس: جلمود (بالإصدار الياباني: وار قريمون)

#### كاسر

كاسر

مؤدي الصوت: مايومي ياماغتشي (باليابانية)، سمر كوكش / آمنة عمر (بالعربية)
كاسر ويُسمى بالإصدار الياباني الأصلي قابومون (باليابانية: ガブモン)، وهو المُرافق الخاص ليامن (ياماتو) من المُستوى الثاني وهو مُستوى الصغار، وهو وحشٌ رقميّ من فصيلة الحيوانات الزاحفة مُغطى بفراء أزرق من جلد ذوات النواب حيث أنه يقوم بارتدائه بشكلٍ دائم، ولا يُحب أن يظهر عارياً من غير الفراء، ولديه قرنٌ أصفر كبير بارز في رأسه، ويُعتبر كاسر من المخلوقات الخجولة جداً وشديدة الحياء، ودائماً ما يكون عوناً ليامن إذا أخطأ أو انحرف في أمورٍ خاطئة ويحاول جاهداً أن يعيد إليه إتزانه، كما أن له شخصيةً غامضة أحياناً مثل شريكه ويُحب العُزلة في بعض الأحيان، يُطلق من فمه طلقاتٍ مائية شديدة وله مخالب وأنياب فتاكة.
المُستويات الأخرى:
- المُستوى الأول: رمح (بالإصدار الياباني: تسونومون)
- المُستوى الثالث: رماح (بالإصدار الياباني: قارورومون)
- المُستوى الرابع: رماح المدرع (بالإصدار الياباني: وير قارورومون)
- المُستوى الخامس: سمهر (بالإصدار الياباني: ميتال قارورومون)

#### هديل

هديل

مؤدي الصوت: أتوري شيغيماتسو (باليابانية)، هدى الخطيب / أمل عمران (بالعربية)
هديل وتُسمى بالإصدار الياباني الأصلي بيومون (باليابانية: ピヨモン)، وهي المُرافقة الخاصة لسمر (سورا) من المُستوى الثاني وهو مُستوى الصغار، وهي وحشٌ رقميّ من فصيلة الطيور تُشبه طائر الهدهد، وتملك ريشاً وردي اللون ومنقاراً أحمر، وأطراف ريشها زاهيةٌ باللون الأزرق، وعلى الرغم من أنها طائر إلا أنها تشعر بالتعب إذا استمرت بالطيران طويلاً، لذلك دائماً ما تُفضل البقاء في الأرض ولا تطير إلا في أحوال الضرورة، دائماً ما تُظهر المحبة لشريكتها، وتُعاملها معاملة الأم، ويُعدان كأكثر ثُنائي عاطفيةً، من أسلحتها تَبعث دوامةً خضراء تُسمى بدوامة الإعصار أو دوامة الديجيتال، وهي دوامةٌ تخرج من جناحيها ذو لهب أخضر حارق تطلقها على أعدائها.
المُستويات الأخرى:
- المُستوى الأول: فلة (بالإصدار الياباني: يوكومون)
- المُستوى الثالث: جارح (بالإصدار الياباني: بيردرامون)
- المُستوى الرابع: عقاب (بالإصدار الياباني: قارودامون)

#### زهرة

زهرة

مؤدي الصوت: شيهومي ميزواكي (باليابانية)، مجد ظاظا (بالعربية)
زهرة وتُسمى بالإصدار الياباني الأصلي بالمون (باليابانية: パルモン)، وهي المُرافقة الخاصة لمي (ميمي) من المُستوى الثاني وهو مُستوى الصغار، وهي وحشٌ رقميّ من فصيلة النباتات، وهي مخلوقة نباتيّة خضراء وتملك وردة متفتحة أرجوانيّة في رأسها تُشبه رؤوس الأزهار مما يُساعدها في التخفي في بعض الأحيان، تمتص الماء والأملاح والعناصر الغذائية عبر جذورها من تحت الأرض، ومن أسلحتها تملك في يدها حبال تُقيّد بها أعدائها، كما تساعدها هذه الحبال في التسلق في الأماكن العالية والعبور بين الأماكن الشاهقة، تُعاني من صعوبة في المشي أحياناً بسبب هيئتها النباتية وأقدامها الجذوريّة، وتُعتبر زهرة مرافقة عاطفية جداً مثل شريكتها تماماً.
المُستويات الأخرى:
- المُستوى الأول: حلم (بالإصدار الياباني: تانيمون)
- المُستوى الثالث: صبارة (بالإصدار الياباني: توقيمون)
- المُستوى الرابع: فراشة (بالإصدار الياباني: ليليمون)

#### هادر

هادر

مؤدي الصوت: تاكاهيرو ساكوراي (باليابانية)، فاطمة سعد (بالعربية)
هادر ويُسمى بالإصدار الياباني الأصلي تينتمون (باليابانية: テントモン)، وهو المُرافق الخاص لشادي (كوشيرو) من المُستوى الثاني وهو مُستوى الصغار، وهو وحشٌ رقميّ عبارة عن طائر إلكتروني من فصيلة الحشرات، له قشرة صلبة تُحيط جسده، وله ستة أذرع، وإثنتان من التفرعات الهوائية في رأسه، وله أجنحة خلفيّة، يُشبه بهيئته حشرة الخُنفساء الحمراء، ولديه مخلب واحد في يديّه، فعلى الرغم من أنها صغيرة إلا أنه بمقدوره مسك الأشياء بها مثل الإنسان، وله عيون خشراء واسعة تُشابه عيون البعوض، كما أن بإمكانه استعمال جميع مثل شمّ الأزهار وتذوق الطعام، ولا يتحرك فمه عندما يتحدث، ولكن يتحرك عندما يأكل الطعام.
المُستويات الأخرى:
- المُستوى الأول: زبد (بالإصدار الياباني: موتيمون)
- المُستوى الثالث: إعصار (بالإصدار الياباني: كابوتيريمون)
- المُستوى الرابع: إعصار المدرع (بالإصدار الياباني: ميقا كابوتيريمون)

#### بحر

بحر

مؤدي الصوت: جونكو تاكيوتشي (باليابانية)، أنجي اليوسف (بالعربية)
بحر ويُسمى بالإصدار الياباني الأصلي غومامون (باليابانية: ゴマモン)، وهو المُرافق الخاص لزين (جو) من المُستوى الثاني وهو مُستوى الصغار، وهو وحشٌ رقميّ عبارة عن مخلوقٌ بحري ذو لون أبيض وأرجواني، يُعاني من صعوبة المشي على الأرض لذلك دائماً ما يُفضل السباحة في البحر والأنهار، لديه مخالب حادة، يُغطى بفراء يُحافظ على درجة حرارته، وله شعر أحمر يمتد في الجزء العلوي من رأسه، على الرغم من أنه لا يملك سلاحاً معروفاً إلا لديه خاصيّة مخصصة له، وهي الاستعانة بأسماك صغيرة تتواجد في جميع مياه العالم الرقميّ، تُساعده أحياناً في القتال وفي المواقف الصعبة.
المُستويات الأخرى:
- المُستوى الأول: رمل (بالإصدار الياباني: بوكامون)
- المُستوى الثالث: عاصف (بالإصدار الياباني: إيكاكومون)
- المُستوى الرابع: سندان (بالإصدار الياباني: زودومون)

#### صدى

صدى

مؤدي الصوت: ميوا ماتسوموتو (باليابانية)، فدوى سليمان (بالعربية)
صدى ويُسمى بالإصدار الياباني الأصلي باتامون (باليابانية: パタモン)، وهو المُرافق الخاص لوسيم (تاكيرو) من المُستوى الثاني وهو مُستوى الصغار، وهو مخلوق رقميّ من الثديات يُشبه الخنزير الغيني، مع آذان طويلة تُشبه الأجنحة تُساعده في الطيران، لديه أيدي وأرجل قصيرةٌ جداً، ومن الصعب جداً أن يمشي على الأرض، لذلك فإنه في معظم الوقت يطير في الهواء، ولديه جوف يتمدد وينتفخ بالهواء مثل سمكة الينفوخ، يُطلق طلقات هوائية من فمه وتعتبر هذه أقوى أسلحته.
المُستويات الأخرى:
- المُستوى الأول: سكر (بالإصدار الياباني: توكومون)
- المُستوى الثالث: عنقاء (بالإصدار الياباني: أنجيمون)
- المُستوى الرابع: صوان (بالإصدار الياباني: هولي أنجيمون)

#### خرموش

خرموش

مؤدي الصوت: يوكا توكوميتسو (باليابانية)، مجد ظاظا (بالعربية)
خرموش ويُسمى بالإصدار الياباني الأصلي تايلمون (باليابانية: テイルモン)، وهي المُرافقة الخاصة لهند (هيكاري) من المُستوى الثالث وهو مُستوى البالغين أو مُستوى الكبار، وهي مخلوقة رقميّة من الثديات، حجمها لا يوحي بطاقتها الكبيرة وأيضاً لا يتناسب مع مُستواها القتالي، وللوهلة الأولى يُعتقد بأنها من مُستوى الصغار، لديها خاتمٌ مُقدس في ذيّلها، كانت أحد أتباع الوطواط (فامديمون) قبل أن تكتشف هويّتها الحقيقيّة. وتُصبح مُرافقة لهند، شكلها يُشبه القط ولها إمكانيات كبيرة، كما أن لها مخالب حادة جداً، في الدبلجة العربية تم تغيير جنسها إلى الذكر بدلاً من الأنثى.
المُستويات الأخرى:
- المُستوى الأول: فلفل (بالإصدار الياباني: نيارومون)
- المُستوى الثاني: قرقش (بالإصدار الياباني: تينتومون)
- المُستوى الرابع: غيثاء (بالإصدار الياباني: أنجيومون)

### المخلوقات الرقميّة
- للاطلاع على جميع المخلوقات الرقمية، انظر المخلوقات الرقمية.

المخلوقات الرقميّة هي تلك المخلوقات التي تعيش في العالم الرقميّ، وهي مصنوعة من البيانات الرقميّة، وتختلف هذه المخلوقات في أشكالها وصفاتها وقوتها وطبيعتها، يعيشون في أماكن مُتفرقة من العالم الرقميّ بعضها شرير والبعض الآخر طيّب، واجه أبطال الديجيتال ثمانية من وحوش الشر الأقوياء، وكُل واحدٍ منهم لديهم أتباع، وهم ذو طاقاتٍ عالية ومُرتفعة، وهم الخفاش وقردون والوطواط وسادة الظلام الأربعة والعدو الأخطر جنجل.

#### الخفاش

الخفاش

مؤدي الصوت: كانيتو شيوزاوا (باليابانية)، فاطمة سعد (بالعربية)
الخفاش يٌطلق عليه في الإصدار الياباني اسم ديفيمون (باليابانية: デビモン)، هو أول وحشٍ رقمي واجهه أبطال الديجيتال من زُعماء الشر شكله مُستمد من الشكل الأسطوري للشيطان، يُحيطه غشاءٌ أسود في جميع أطراف جسمه ولديه أعيّن حمراء مُرعبة، يملك بُنيّة ضخمة وأجنحّة عملاقة ومخالب فتاكّة، كان المُسيطر على الجزيرة الملفيّة التي سقط عليها أبطال الديجيتال في البدايّة، وهو المُتحكم بالمُسننات السوداء التي تغسل أدمغة المخلوقات الرقميّة لتكون تحت سيّطرته، يملك شخصيّة ماكرة ومُتوحِشة، حيث أنه قاسي جداً ولا يرحم، ويمتاز بالدهاء في خُططه، لديه أسلحة فتاكة منها لمسة الشيّطان ومخلب الموت، ديفيمون هو الذي قام بإخفاء القلائد والمفاتيح بعد أن حصل عليها من بييمون (طنبور) زعيم سادة الظلام الذي سرقها الأخير من المصنع الخاص لعالم الديجيتال، عندما وصل الأولاد إلى الجزيرة الملفيّة قام بإغوائهم وخداعهم ليمتص طاقتهم ويقوم بتفرقتهم حيث نجح في ذلك، خطط الخفاش للقضاء على تاكيرو (وسيم) كي لا يصل بمُرافقه إلى مُستوى البالغين ويتطور إلى أنجيمون (عنقاء) لأنها الوحيدة القادرة على هزيمته، وحدث ما كان يخشاه بعد المعركة الكُبرى التي حصلت بينه وبين أبطال الديجيتال حينما استطاع باتامون (صدى) التطور إلى أنجيمون (عنقاء) بعد أن كان تاكيرو (وسيم) في موقف خطر وتمكّنت من القضاء عليّه بفضل سلاحها شُعاع الخير.

#### قردون

قردون

مؤدي الصوت: ياسنوري ماستاني (باليابانية)، مأمون الفرخ (بالعربية)
قردون يُطلق عليه في الإصدار الياباني اسم إيتيمون (باليابانية: エテモン)، هو ثاني زعماء الشر الذي قام الأولاد بمواجهته، وهو وحشٌ رقميّ من نوع الدُمى المحشوة، لونه برتقالي ناصع، ويرتدي نظارة سوداء، وله أقدام ضخمة، وعضلاتٍ مفتولة، لديه طاقة كبيرة ولجسمه كُتلةٍ صغيرة رُغم صغر حجمه، كان قد احتل النصف الصحراوي من قارة سيرفر، حيث أنه أشبه بمخلوقٍ مجنون لا قلب له ولا عقل، فهو غريب الأطوار والتصرفات وعادة ما يضحك كثيراً ويُصفق من غير سببٍ واضح، يَعتبر نفسه أجمل وأوسم المخلوقات الرقميّة وأكثرها قوّة، ويُطلق على نفسه لقب «ملك الديجيمون» أو «ملك المخلوقات الرقميّة»، يُحب الغناء والعزف بشكلٍ جنوني، ويهوى إقامة الحفلات الغنائية والرقص، وغالباً ما يُجبر أتباعه على الثناء بموسيقاه رُغم أن عزفه ليس جيّد بشكلٍ عام، لديّه مركبةٌ خاصة به، فيها أدوات تحكم عن بعد ووسائل اتصال كثيرة وخطوط مُراقبة، لديه الكثير من الأتباع والمخلوقات الذين أُجبروا على طاعته، ولديه سلاح لحن المحبة الذي يُحجر من خلاله قوة أعدائه عن طريق عزف الإيتار، وكذلك لديّه سلاح شبكة الظلام الذي يُحدث عدة انفجارات من عزفه، وبالرغم من صغر حجمه بالنسبة إلى مُستواه القتالي ومكانته إلا أن طاقته تفوق حجمه بكثير، يستطيع بقبضة يده تكسير الأحجار والجدران، وتهشيم الآلات وحمل الكُتل الثقيلة والضخمة، بعد أن قضى الأولاد عليّه يعود مرةً أخرى ولكن على شكل المُستوى الأقصى من خلال ميتال إيتيمون (الغوريلا المعدني) (شقيقه في الدبلجة العربية)، حيث عاد بعد أن نُسي في عالم الظلام، ويُصبح له جسداً من معدن صلب، وتُصبح أسنانه صفراء ويكون أكثر وحشيّة.

#### الوطواط

الوطواط

مؤدي الصوت: ياسنوري ماستاني (باليابانية)، فدوى سليمان (بالعربية)
الوطواط يُطلق عليه في الإصدار الياباني اسم فامديمون (باليابانية: ヴァンデモン)، هو ثالث زعماء الشر الذي قام الأولاد بمواجهته، وهو وحشٌ رقميّ من نوع الأشباح، يُستوحى من شكله ومظهره الخارجي بأنه أحد مصاصي الدماء، والذي يتلذذ بدماء المخلوقات، حيث قام أكثر من مرة بامتصاص دماء الناس عند قدومه إلى أودايبا، له قلبٌ قاسي لا يرحم، وله ممارسات وحشيّة ضد أتباعه، حيث يهوى تعذيبهم أشد أنواع العذاب عند تمرّدهم ولو بخطأ صغير، وهو أشبه ما يُوصف بالوحش السادي، يتشابه مع الخفافيش بعدة صفات منها أنه لا يستطيع الخروج تحت أشعة الشمس، ودائماً ما يُحاول التخفي، فهو يعيش في الظلام، له أنياب صغيرةٌ يمتص بها الدماء، وله قناع صغير حول عيّنيه، وبالرغم من وحشيّته فإن له مظهر رجل أنيق، وهيئة جسده تُشبه هيئة الإنسان البشري، وله شعرٌ أشقر، وله عيون حادة، ويرتدي رداء أسود كبير، يستطيع الوطواط الطيّران عالياً رغم أن ليس لديّه أجنحة، ويتمتع بقوة سحريّة هائلة، كالتحكم بالأشياء عن بعد، وإيقاف الصخور التي تسقط على رأسه بنظرة من عيّنيه، أو بنفخة هواء يُطلقها من فمه، وله سوط أحمر يُسبب ألماً شديداً، ويقوم بضرب ضحاياه به، للوطواط مركبةٌ خاصة، يقودها بعض الوحوش من أتباعه، ويقضي أغلب يومه في تابوب صغير بحجم جسده، يتحكم الوطواط بسربٍ كبير جداً من الخفافيش، وعدد لا يُحصى، بعد أن قضى الأولاد عليه في أودايبا عاد مرةً أخرى بالمُستوى الأقصى، على هيئة هرّاس (فينومفامديمون) حيث عاد مرةً أخرى عن طريق جمع خفافيش الكُرة الأرضيّة، وعاد بهيئة ضخمةٍ جداً وبقوة مُضاعفة.

#### أفعوان

أفعوان

مؤدي الصوت: يوتو كازاما (باليابانية)، عادل أبو حسون (بالعربية)
أفعوان يُطلق عليه في الإصدار الياباني اسم ميتال سيدرامون (باليابانية: メタルシードラモン)، هو أحد سادة الظلام الأربعة، وهو المُستوى الأقصى لأفعى الديجيتال (سيدرامون) حيث زُوّد بمعادن صلبه حول جسده وبقدرات خارقة أخرى، كالإشعاع القاتل الذي يٌطلقه على أعدائه، وبسرعة مراوغته في المياه، كما أصبح بمقدوره السيّر على اليابسة والوصول إلى أماكن مُرتفعة، يحتل أفعوان منطقة البحر من مناطق الجبل الحلزوني، وله جيّش كبير من مخلوقات البحر، هو مخلوق مُتسلط ومُتغطرس، وسريع الغضب، حيث أنه دائماً ما يُفضل قتل أعدائه، ويُفضل هذا الخيار على الحلول الأخرى، وعند حدوث أي خطأ من أتباعه فإنه يقتلهم على الفور ولا يمهلهم أي فرصةٍ أخرى، يُحيط جسده دروع ذهبيّة صلبة، وله ذيلان مُتفرعان تجعله سريعاً في الحركة، وله قرنٌ مُدبب في رأسه، له أساليب مُختلفة في مُهاجمة الأعداء، منها إحداث فيضانات مائية على أعدائه، كما يستخدم أسلوب الخنق، حيث يلف جسده على جسم عدوه ويُشدد الخناق عليه حتى يقضي عليه، كما يستخدم أسلوب الضغط الساخن، الذي يضغط على أعدائه بلفائف من لهب، وله فك أسنان قويٌ جداً يطحن بها من يقف في وجهه، لأفعوان عقلية ضحلة تماماً حيث أنه لا يجيد أساليب المكر، بل كُل ما يجيده هو القتل والتدمير والتعذيب، سواءً كان ذلك على أعدائه أم على أتباعه.

#### خشوب

خشوب

مؤدي الصوت: إتسكو كوزاكورا (باليابانية)، فاطمة سعد (بالعربية)
خشوب يُطلق عليه في الإصدار الياباني اسم بينوكيمون (باليابانية: ピノッキモン) نسبةً إلى الشخصية الخيالية بينوكيو، هو أحد سادة الظلام الأربعة وأصغرهم حجماً، يحتل منطقة الغابات من الجبل الحلزوني، ويسكن في بيت كبير مُنعزل في وسط الغابة، يُشبه شخصية بينوكيو من حيث الشكل، يرتدي نفس القبعة وله نفس الأنف الطويل، يُعتبر خشوب دميّة وجسده مصنوع من الخشب، حيث لا عقل له ولا قلب، ويتصرف بشكلٍ جنوني في بعض الأحيان، فهو ساذج ويحب الضحك من غير سبب ويُحب اللعب بأخطر الألعاب والتسليّة بضحاياه وشديد الغضب وينتابه الغضب بسبب أتفه الأشياء، كما أنه يتسلى بأتباعه أيضاً، ويقتلهم بلا أي تأني، حيث أنه من المخلوقات التي لا تعرف الرحمة إطلاقاً، أثناء مُغامرة الأولاد في منطقته، قام بقتل خمسة من أتباعه إما بسبب استهانتهم به أو كذبهم عليه، يتحكم بمنطقته بشكلٍ غريب، فهو يستطيع تحريك الأرض ورؤية كل شبرٍ من منطقته، وله خدع سحرية كالذي فعلها مع الأولاد حينما تحكم فيهم عن طريق دُمى مُشابهة لهم، لخشوب شخصية مقيتة وخبيثة وهو مُتصّنع بالكذب والخداع، من أسلحته، الخيوط التي يُطلقها والتي تتحكم بأعدائه مثل الدمى، وكثيراً ما استخدم هذا الأسلوب لجعل أعدائه يقتلون بعضهم البعض، ومن أسلحته كذلك الأنف الدوّار الذي يقوم بحفر الأشياء بطريقة سلسة، كما يملك قطعة خشب على شكل الصليب يرميها على أعدائه وتعود له، ويملك مطرقة شرارة حيث تُستعمل استعمال المُسدق في إطلاق الرصاصات، ولخشوب سلاح أخير وهو الاستعانة بمنزله كمقاتل له، ويُعد هذا الأسلوب من أخطر أساليبه، بالإضافة إلى أنه يستعمل جميع أساليب الخداع والكذب في مناوراته، وله أسلحة فردية في منزله مثل البنادق والقنابل.

#### كركوش

كركوش

مؤدي الصوت: هيساو إغاوا (باليابانية)، عادل أبو حسون (بالعربية)
كركوش يُطلق عليه في الإصدار الياباني اسم موقيندرامون (باليابانية: ムゲンドラモン)، هو أحد سادة الظلام الأربعة وأكبرهم حجماً، يحتل منطقة المدينة من الجبل الحلزوني الذي تكوّن من المناطق المُسيطرة من قِبل سادة الظلام، يُعتبر جسمه مُتشكلاً من المعادن والفولاذ بنسبة كاملة، ويُعتبر أقوى مخلوق رقميّ من نوع الآلات على الإطلاق، ويُطلق عليه لقب «إمبراطور المعادن»، له بُنية فولاذية صلبةٌ جداً، وحجمه ثقيل للغاية، بإمكانه تدمير أي مادة تقف أمامه من أحجار وبٌنيان ومعادن، جسده مُستخلص من عدة مخلوقات رقميّة بعضها ظهر في هذا الجُزء والبعض الآخر ظهر في الأجزاء الأخرى، وعلى سبيل المثال، فمفصل ركبته على شكل رأس فولاذ، وذراعه الأيسر مثل ذراع صنديد المُدرع، وذراعه الأيمن مثل ذراع فرتوك، وكذلك فكه السُفلي وقاذفات الصواريخ فهي مُستخلصة من مخلوقات أخرى، يُعتبر كركوش مثل غيره من سادة الظلام؛ لا يرحم أياً من أعدائه ولا من أتباعه إذا أخطأوا في أمرٍ ما، وهي أكثر صفة يتشاركون فيها، حيث أنه يهوى التدمير بكل أشكاله وصوّره، ورُغم ضخامة جسده، فإن له القدرة على التحرك في أسفل الأرض واختراق الجدران بسهولة تامة وبسرعةٍ كبيرة، وله أسلحةٌ كثيرة، منها اليد اللامتناهية التي تُطلق انفجار الطاقة، وله القدرة على تفجير نفسه بانفجار ضخم يقضي على كُل من حوله، وله طلقات ناريه في ذراعه اليُمنى تُسمى بطلقات التنين، وهي ضربات قاضية وخطيرة ووميضها يُشبه أسطورة التنين، كركوش له القدرة على التغذية الذاتية من خلال الأنابيب الحمراء الضخمة الموجودة في جسده، وله أذرع فولاذية ومخالب، من شأنها تحطيم أقوى المعادن، وله فك من المعدن الصلب، كما أنه شكله مرعب ومُخيف.

#### طنبور

طنبور

مؤدي الصوت: تشيكاو أوتسكا (باليابانية)، مروان فرحات (بالعربية)
طنبور يُطلق عليه في الإصدار الياباني اسم بييمون (باليابانية: ピエモン)، هو زعيم سادة الظلام، والأكثر قوة فضلاً عن أنه أكثرهم قسوة، يحتل منطقة الأرض القاحلة في الجبل الحلزوني، وهي المنطقة الي تُمثل لُب الجبل، وله مركز خاص به في أعلاه، ويرأس مجموعة من شياطين المخلوقات الرقميّة، كما أنه يُحب التهريج والضحك لغير سببٍ واضح، وله شعور ممزوج بالفكاهة مع السادية، ويحب التسلي بضحاياه، كتحويلهم إلى دُمى، أو جعلهم يتعثرون على كرات السيرك، تغطي على صفاته الكثير من الغموض والعجب، حيث أن صورته السلوكية لا تُعطي انطباعاً عن أنه أقوى زعماء سادة الظلام، له وجه يُشبه المُهرج ويغطي بقناع له لونين الأسود والأبيض، وكذلك يرتدي القميص الأحمر والبنطال الأخضر الفضفاض مثل ملابس المهرجين، وله طول فارع كطول الإنسان، له أساليب وخدع سحرية كثيرة كالذي يفعله السحرة في السيرك والمهرجانات، منها المشي على الكرة وارتداء أزياء المهرجين، ومنها رمي السيوف، وإخفاء الكائنات في المناديل، يحمل طنبور أربعة خلف ظهره، هذه السيوف ليست مثل السيوف العادية، فهي تخترق كافة الجمادات الصلب منها واللين، وهي قاتلة بحد ذاتها ويصل مدى سرعتها بشكل يفوق القدرة البصرية، ومن أسلحته الخدع السحرية؛ بما في ذلك التنكر والتحولات أو بارتداد هجمات الخصم، كما يستطيع التنقل في أي مكان شاء بسرعةٍ كبيرة، وله القدرة على تكوين رياح شديدة القوة من شأنها تشتيت انتباه خصومه، وله قوة كهربائية في يديه يصعق بها الخصوم. قام طنبور بتحويل الأولاد إلى دُمى صغيرة، وذلك عن طريق المناديل أثناء معركته الأخيرة معهم، صُنع طنبور من قشبل جنجل (أبوكاليمون) الذي أعطاه الخصائص لتكوين فريق سادة الظلام الذين يهدفون إلى القضاء على أبطال الديجيتال.

#### جنجل

جنجل

مؤدي الصوت: تشيكاو أوتسكا (باليابانية)، عادل أبو حسون (بالعربية)
جنجل يُطلق عليه في الإصدار الياباني اسم أبوكاليمون (باليابانية: アポカリモン)، اسمه في الإصدار الأصلي مُشتق من مصطلح أبوكاليبس التي تعني نهاية العالم، هو مخلوق مجهول الهوية، غريب الهيئة، لا يُعرف كيف نشأ، وهو أقوى الوحوش الرقميّة على الإطلاق وأكثرها شراً وقسوة، ولا يوجد في العالم الرقمي من يُجابه قوّته، تعود قصة ظهور هذا المخلوق قبل سنين طويلة من مجيء الأول إلى العالم الرقمي، وقد ظهر نتيجة تشوهات في النسيج الزمني للعالم الرقمي، وقد سبب دماراً في العالم الرقمي، ولهذا، اضطرت المجموعة إلى استدعاء مجموعة من الأولاد وكان عددهم خمسة أولاد صغار لمقاتلته، استطاع الأولاد المذكورين من التصدي له ورميّه في زاوية الظلام، بعد ذلك استطاع العودة مرة أخرى من خلال الجدار الناري المسؤول عن حركة العالم الرقمي، وعاد للانتقام ولكن هذه المرة واجه ثمانية أولاد جدد غير الأولاد السابقين وهم أبطال السلسلة الأولى، جنجل هو من قام بصُنع سادة الظلام والوحوش الرقميّة المتوحشة التي زُرع بداخلها روح الشر والسلطة الساديّة على الضعفاء، وهو المسؤول الأول عن قوى الشر التي تظهر في العالم الرقمي. هيئته غريبة جداً، حيث أنه يرتكز على قاعدة ضخمة تصميمها هندسي دقيق ينبعث منها أذرع كثيرة فيها مجموع أسلحة الوحوش الرقميّة، ولديه جسد يتآكل وينمو من جديد، وهو مخلوق مخيف الشكل، أسلحته كثيرة جداً، وهي مجموع أسلحة زعماء الشر، مثل مخلب الموت للخفاش، وسوط الوطواط، ومدفع كركوش، وغيرها.

### عائلات أبطال الديجيتال

عائلات وأهالي أبطال الديجيتال في السلسلة الأولى.

- عائلة أمجد وهند: تتكون عائلة أمجد وهند من أب يعمل كرجل أعمال وهو ساسومو ومن والدة لا تعمل في وظيفة مٌعينة، بل هيّ ربة منزل وتُسمى يووكو وهي خبيرةٌ بالطبخ ودائماً ما تُحضر الطعام لزوجها وأبنائها ولأصدقاء أبنائها.
- عائلة يامن ووسيم: تتكون عائلة يامن ووسيم من أب يعمل كموظف في مركز تلفزيون فوجي اسمه هيرواكي (أسامة في الدبلجة العربية)، ومن أم تعمل كصحفيّة وهي من أصول فرنسيّة وتُسمى ناتسوكو، وهُما طليقان منذ فترة بسبب مشاكل غير معروفة.
- عائلة شادي: تتكون عائلة كوشيرو من زوجيّن قاما بتبنيه بعدما تُوفي والديّه الحقيقيّن في صغره إثر حادث سيّر مأساوي، يُعتبر والد شادي ذو صلة قرابة مع والده بالتبني، حيث كان والده الحقيقي أستاذاً في الجامعة وعالم رياضيات عبقري.
- عائلة سمر: تتكون عائلة سمر من أب يعمل في جامعة كيوتو هو هاروهيكو تاكينوتشي، ومن أم مُختصة بفن تنسيق الزهور وهي توشيكو تاكينوتشي، عاشت سمر في هذه الفترة مع والدتها في ظل غياب والدتها بسبب ذهابه كيوتو، يُذكر بأن والدتها تملك محلاً لبيع الزهور في أودايبا.
- عائلة مي: تتكون عائلة ميّ من أبويّن يعيشان حياةً عاطفية ورومانسيّة، وكأنهما عروسيّن جديدين، وهما كايسوكي وساتوي، ساتوي تخاف على زوجها كثيراً من الأخطار وتحبه لحد الجنون وفي كثير من الأحيان تُحضّر له الهدايا والمفاجئات، بينما ميّ تعيش حياةً مُدللة معهما.
- عائلة زين: لدى زيّن شقيقيّن يكبرانه، وكلاهما طبيبان ودرسا في كليّة الطب، الأخ الأكبر هو حسان (شين في الإصدار الياباني) والذي ظهر عندما انتقل الأولاد إلى العالم الرقميّ مُجدداً فيما كان الأخ الآخر وهو شو يعمل في جامعة كيوتو رفقة والد سمر، فيما لم تتطرق السلسلة عن والديّ زيّن.

زاجل.

### زاجل
زاجل المُسمى في الإصدار الأصلي بجيناي (باليابانية: ゲンナイ، بالروماجي: Gen'nai)، (بالإنجليزية: Gennai)‏، هو عميل لدى المنظمة المسؤولة عن العالم الرقميّ وأحد وُكلائها الذين يُشبهونه في الشكل (الشكل الشاب)، حيث يُعتبر زاجل فرداً مُستنسخاً من مجموعة أفراد يشتركون في مهمة واحدة، كما أنه ساهم في صنع الأجهزة الرقميّة والقلائد والبيوض مع مجموعته، وهو ليّس من المخلوقات الرقميّة ولا من البشر، بل هو مصنوع من البيانات الرقميّة، يعيش في العالم الرقميّ في قارة سيرفر تحت بُحيرةٍ ضخمة في بيت يُحيطه غلاف زجاجي مُتصل مع الخارج، خاض معركةً مع طنبور في المصنع الخاص للعالم الرقميّ، واستطاع طنبور إدخال كرةً سوداء صغيرة في جسده تتحكم في بياناته لتُغيّر من عمره ومن بُنيته الخارجيّة، ليُصبح عجوزاً وتتغير ملامحه وبُنية جسده، كان زاجل له دورٌ كبير في مُساعدة الأولاد في مُغامرتهم، وكان أداة دليل لهم، وأرسل الكثير من الملفات إلى شادي والكثير من المعلومات عن أعدائهم وعن المخاطر التي قد يُواجهونها. في الدبلجة العربية سُمي جيناي العجوز بزاجل، وتغير الأمر بالنسبة إلى شكله الشاب حيث لم يُعلن أنه زاجل نفسه وأن عمره وشكله قد تغيّرا، بل غُيّر الأمر لتكون الشخصيةً التي ظهرت في قتال طنبور هي شخصيّة أخرى لا علاقة لها في زاجل نفسه.

## الوسائط

### المانغا والقصص المصوّرة

غلاف المُجلد الأول من سلسلة ديجيمون دارك هورس.

يُعتبر مانغا أبطال الديجيتال بشكلٍ عام مُختلف جذرياً من ناحية الخلفيّة والأحداث على ما هيّ عليه في السلسلة المُتلفزة، ففيه تتغير الكثير من الشخصيات وتظهر شخصياتٌ جديدة ليس لها وجود في سلسلة الأنمي، بل وفي بعض الأحيان تختلط الشخصيات المعروفة في السلسلة بشخصياتٍ جديدة فتظهر أحداثٍ جديدة مُختلفة عن سابقتها. ظهرت عدة مُجلدات من المانغا ومُجلات القصص الكرتونية التي تضم شخصيات أبطال الديجيتال وهُم الأولاد السبعة في بداية السلسلة، بعضها قام بزج بعض شخصيات الجُزء الأول دون الآخرين والبعض قام بإبراز المُرافقين الرقميين دون شُركائهم والبعض منها جعلها فقط مُختصّة بالجُزء الأول، منها مُجلدات قصص ديجيمون دارك هورس (نسبةً إلى اسم الشركة الناشرة) التي قامت شركة الحصان الأسود لقصص الكرتون (بالإنجليزية: Dark Horse comics)‏ الكائنة في ولاية أوريغون في الولايات المتحدة بنشرها ما بين مايو عام 2000 ونوفمبر لنفس العام على طوال ستةِ أشهر بمُجلدٍ واحد كُل أسبوعيّن تقريباً، نشرت الشركة 13 مُجلداً وكل مُجلداً تناول حلقةً من المُسلسل، السلسلة كانت محدودة وتوقف إنتاجها حيث لم تتناول قصة المُسلسل عدا أول 13 حلقة وهي مرحلة الخُفاش.
بالإضافة إلى عدة مُجلدات مانغا يابانيّة ضمّت بعض الشخصيّات، منها مانغا ديجيمون أدفنتشر في تيمر 01 (باليابانية: デジモンアドベンチャーVテイマー01، بالروماجي: Dejimon Adobenchā V-Teimā 01) والذي كان أمجد البطل الرئيسي في السلسلة، أصدرت سلسلة المانغا في 1998 قبل إنتاج الجُزء الأول بعامٍ واحد. ومانغا ديجيمون نيكست (باليابانية: デジモン ネクスト، بالروماجي: Dejimon Nekusuto) الذي ظهر الكثير من المُرافقين الرقميين والوحوش الرقميّة في المُسلسل مثل صنديد وصبارة وعنقاء وغيرهم، أصدرت هذه السلسلة في عام 2005 على شكلِ أربعةِ فصول مُتتاليّة.

### الأنمي
قام استديو توي أنيميشن بإنتاج هذا الجُزء، وقام بإخراجه المُخرج الياباني هيرويوكي كاكودو وقام بإنتاجه المُنتج الياباني كايسوكي أوكودا، بالتعاون مع عدد من المُدبلجين اليابانيين المشهورين في الأعمال الأخرى، للمسلسل 54 حلقة مُدة كُل حلقة منها 20 دقيقة، وللمُسلسل أيضاً جُزءٌ ثاني وثالث إضافةً إلى بعض الأفلام، عَرضَ الجُزء الثاني أحداثاً تلي أحداث المُسلسل بثلاثة سنوات، أي بعد أحداث الفيلم الأول وبداية القصة بسبعة أعوام وتحديداً في عام 2002، يُضاف في هذا الجُزء أربعة أولادٍ جُدد بالإضافة إلى وسيم وهند ليكون مجموع ذلك ستة أبطال كشخصيات رئيسيّة، أما بقيّة الأولاد الستة فيكونون بمثابة الشخصيات الثانويّة، يُساعدون في ظروف هامة فقط ولا يرتكز المُسلسل عليهم في أغلب الأحيان بعكس الشخصيات الرئيسية، أما الجُزء الثالث فهو ديجيمون أدفنتشر تراي أو مغامرة الديجيمون الثالثة وتأتي أحداث هذه السلسلة بعد ستة أعوام من أحداث المُغامرة الأولى أي بعد عشرة أعوام من أحداث الفيلم الأول وتحديداً في عام 2005 وتُركز هذه السلسلة على حياة الأولاد في الثانويّة العامة وبعض الأحداث المُثيرة كتسلل بعض الوحوش الرقميّة إلى أودايبا.

#### أبطال الديجيتال الجزء الثاني
أبطال الديجيتال الجزء الثاني المعروف باسم ديجيمون أدفنتشر 02 (باليابانية: デジモンアドベンチャー02) (بالإنجليزية: Digimon Adventure 02)‏ هو الجزء الثاني من السلسلة والجزء المُرتبط تباعاُ بالسلسلة الأولى، عُرض لأول مرة في 2 أبريل عام 2000 واستمر عرضه حتى 25 مارس 2001، وتكون أحداثه بعد ثلاثة سنوات من أحداث الجزء الأول أي في عام 2002، ويكون الجزء مغايراً عن الجزء الأول حيث تتغير بعض الأمور، أما الشخصيات فيظهر أربعة أولاد جُدد يُضافون إلى وسيم وهند ليكونوا الأبطال الرئيسيين للسلسلة، أما البقيّة فيكونوا شخصيات ثانوية ليس كما في السابق، وتتغير الاجهزة إلى الشكل الجديد، ويتغير أحوال العالم الرقمي، وتضاف إليه الكثير من الأحداث الجديدة، عوضاً عن أن الأبطال يُصبح بمقدورهم التنقل ما بين العالميّن بسهولة على عكس الجزء الأول.

#### ديجيمون أدفنتشر تراي
مُغامرة ديجيمون الثالثة أو ديچيمون أدڤنتشر تراي (بالإنجليزية: Digimon Adventure tri.)‏ (باليابانية: デジモンアドベンチャーtri.، بالروماجي: Dejimon Adobenchā Torai) هو الإصدار السابع لسلسلة الديجيمون اليابانية من إنتاج استديو توي أنيميشن المعروفة باللغة العربية بأبطال الديجيتال وهي سلسلة أفلام مٌقسمة على ستة فصول وكل فصل يحتوي على حلقات، تم إنتاج هذا الإصدار بمُناسبة الذكرى الخامسة عشر للسلسلة، وهو تكملة للجزأين الأول والثاني حيث تكون أحداثه بعد أحداث الجُزء الثاني بثلاثة أعوام أي بعد أحداث الجُزء الأول بستة أعوام وبالتحديد في عام 2005، جميع الشخصيات الرئيسية ومُرافقيهم سيكونون من ضمن شخصيات هذا الإصدار، إلا أن الرسوم النمطيّة تختلف اختلافاً كبيراً ففي هذا الإصدار تكون الشخصيات أقرب إلى الملامح اليابانية والسرعة الحركيّة تزداد بعكس السلسلة الأولى. عٌرض أول فلم بعنوان «لم الشمل» في 21 نوفمبر 2015 وتتلخص القصة في ظهور وحشٌ رقمي يهدف للقضاء مٌرافق رقمي لبطل جديد تاسع يُضاف إلى أبطال الديجيتال وهي فتاة تدرس في نفس الفصل الدراسي الذي يدرس به أمجد. بلغت أرباح الفيلم الأول 59 مليون ين ياباني (480 ألف دولار أمريكي) بعد يومين من عرضه في 10 صالات يابانية. فيما عُرض الفيلم الثاني في 12 مارس 2016 المكوّن من أربع حلقات، وتتلخص قصته بظهور فتى يُشبه الإمبراطور يزن (كين)، يقوم بخطف مرافق الفتاة الجديدة إلى نطاق غريب وهو النطاق الذي يفصل العالميّن، وتنتهي المرحلة بتحريره منه، ووصول مُرافقي زين ومي إلى المُستوى الأقصى.

#### ديجيمون أدفنتشر: (2020)
ديجيمون أدفنتشر: (باليابانية: デジモンアドベンチャー:، بالروماجي: Dejimon Adobenchā)، هو مسلسل أنمي تلفزيوني. وهو المسلسل الثامن في سلسلة ديجيمون المعروفة عربيًا باسم أبطال الديجيتال، يُعتبر هذا الإصدار ريبوت للسلسلة التي عُرضت في عام 1999، تم عرض المسلسل لأول مرة على تلفزيون فوجي في 5 أبريل 2020، وهو أول مسلسل لسلسلة ديجيمون يتم بثها على الشبكة منذ ديجيمون داتا سكواد في عام 2006. في 19 أبريل، أعلنت توي أنيميشن تأجيل عرض الحلقات الجديدة بسبب جائحة فيروس كورونا 2019–20. تم إعادة بث الحلقات الثلاث الأولى بدءً من 7 يونيو، في 19 يونيو أعلنت توي أنيميشن عرض الحلقات الجديدة انطلاقًا من الحلقة الرابعة في 28 يونيو. لم يتم دبلجة المسلسل إلى العربية حتى الآن.

### الأفلام
لدى السلسلة تسعة أفلام علاوةً على سبعة سلاسل رئيسيّة مع بعض العروض القصيرة، ارتبط المُسلسل بفيلميّن من أفلام الديجيمون، الفيلم الأول كان قد عُرض قبل عرض أول حلقة من المُسلسل الرئيسي بيوم واحد وتحديداً في 7 مارس عام 1999، أما الفيلم الثاني فقد عُرض في 4 مارس في عام 2000 أي ما قبل عرض الحلقة رقم 51 بيوم واحد، ينص قصة الفيلم الأول عن حكايّة بيضة رقميّة سقطت في بيت أمجد وهند قبل أربعة سنوات من بداية مُغامرتهم ويَعرض الكثير من الأمور والخفايا والأسباب التي أدت إلى اختيار الأولاد تحديداً، أما الفيلم الثاني فيحكي عن قصة فايروس اقتحم مجال الإنترنت وأصبح يُشكل خطراً على شبكة المعلومات مما اضطر للأولاد للتدخل والقتال معه بداخل الشبكة وكل ذلك بعد أقل من عام واحد تقريباً من المُغامرة الأولى في السلسلة، قام بإخراج الفيلميّن مُخرج الأنمي الياباني المعروف مامورو هوسودا، ولم تتم دبلجة أياً من الفيلميّن أو الأفلام الأخرى إلى اللغة العربيّة.

#### الفيلم الأول: مغامرة الديجيمون

الأطفال الثمانيّة في الفيلم الأول عام 1995.

مغامرة الديجيمون (باليابانية: デジモンアドベンチャー، بالروماجي: Dejimon Adobenchā!) (بالإنجليزية: Digimon Adventure)‏ هو الفيلم الأول من سلسلة الديجيمون والمعروف باللغة العربيّة بأبطال الديجيتال، عُرض قبل عرض أول حلقة من المسلسل الأصلي بيوم واحد، حيث عُرض لأول مرة في 6 مارس 1999، قام بإخراج الفيلم المُخرج الياباني المعروف مامورو هوسودا، وقامت بإنتاجه شركة توي أنيميشن. تتلخص القصة في ظهور بيضةٍ غريبة من خلال الكمبيوتر في عام 1995 داخل منزل أمجد وهند ويعتنيا بها إلى أن تُفقس ويخرج منها مخلوقاً أسود اللون ثم يتطوّر إلى مُستويات مُختلفة ويُقاتل طائراً رقميّ آخر في شارع هيكاريغاوكا، هذه الأحداث قد تمَّ ذكرها في المًسلسل في الحلقة رقم 45: اشتباك المُستويات النهائية! وارقريمون ضد ميتالقارورومون.

#### الفيلم الثاني: مغامرة الديجيمون: لعبتنا الحربية
مغامرة الديجيمون: لعتبنا الحربية هو الفيلم الثاني من سلسلة الديجيمون والمعروف باللغة العربيّة بأبطال الديجيتال، عُرض كجزء من معرض ربيع عام 2000 الذي أقامته توي أنيميشن، عُرض لأول مرة في 4 مارس 2000، قام بإخراج الفيلم المُخرج الياباني المعروف مامورو هوسودا، تتلخص القصة باكتشاف شادي فيروساً يغزو الإنترنت ويُخبر أمجد بذلك، حيث يُدعى هذا الفيروس دايبورومون، يقوم هذا الفيروس بالتلاعب بمؤشرات الإنترنت عبر العالم، ويقوم برفع الأسعار الإلكترونية في جميع الأسواق، يُقرر أمجد الاتصال بجميع الأولاد من أجل مُساندته، ولا يجد استجابة من أحد، ولكن في النهايّة يجد رداً من يامن ليتعاونوا جميعاً في القضاء على هذا الفايروس.

### ألعاب الفيديو

غلاف لعبة ديجيمون أدفنتشر.

ضمّت السلسلة بشكلٍ عام أكثر من خمسة وثلاثين لعبة فيديو بمُختلف الأجزاء، حيث احتوّت العديد من ألعاب الفيديو على مُختلف النطاقات ومن تطوير بانداي على شخصيات السلسلة، وتُعد لعبة ديجيمون أدفنتشر مُنشئة بحسب سياق القصة الأصليّة، طُورت هذه اللعبة من قِبل بانداي والتي أصدرت في 17 يناير عام 2013 ضِمن خطة الاحتفال بالذكرى الخامسة عشر للسلسلة، تُلعب هذا اللعبة في نطاق بلاي ستيشن بورتبل (بي إس بي)، نظام اللعبة هو تقمص الأدوار وتُلعب هذه اللعبة على مراحل مُختلفة وكل مرحلة مستمدة من سياق كُل حلقة، حيث استنسخت جميع الشخصيات وهم أمجد ويامن وسمر ومي ووشادي وزين ووسيم وهند مع جميع مُرافقيهم والوحوش الرقميّة مع تطابق الأماكن في العالم الرقميّ بحسب الأحداث، حيث تأتي متطابقة للقصة الأصلية تماماً بدءً من وصول الأولاد إلى العالم الرقميّ مروراً بقتال الخُفاش وقردون والوطواط وسادة الظلام وانتهاءً بقتال جنجل، يتم اختيار أي شخصيّة في البداية لتقمص دورها، ومن ثم يتبع التعليمات بحسب الإرشادات، يبدأ بعد ذلك بالقتال مع بعض المخلوقات الرقميّة، ومن ثم الدخول في مُحتوى المرحلة بحسب الحلقة المُخصصة لها، اُعلن عن هذه اللعبة في أغسطس 2012 في مجلة في جمب، وقام بإنتاج اللعبة يوجي ناكا الذي له شهرة بإنتاج ألعاب شهيرة أخرى مثل سونيك والليالي في الأحلام وغيرها، تم بيع أكثر من 47 ألف نسخة في أسبوعها الأول، وحصلت هذه اللعبة على تقييم 29 من 40 في المجلة اليابانية الأسبوعية فامستو، كما ضمّت مؤدو الأصوات في السلسلة الرئيسية والتي أيضاً كانوا قد أدوا الأصوات في اللعبة، وأما في الألعاب الأخرى فقد ظهرت بعض الشخصيات في السلسلة مع شخصيات أخرى غير موجودة في الجُزء الأول مثل ديجيمون وورلد التي ضمّت شخصية رعد وكاسر وغيرهم. حيث قامت بانداي بتطوير ونشر جُل الألعاب المُتبقيّة

### الموسيقى
تُعد افتتاحية المُسلسل هي أكثر الأغاني أيقونيّةً في السلسلة بأكملها، وهي أغنية بترفلاي (بالإنجليزية: Butter-Fly)‏ (الترجمة: فراشة) من ألحان وتأليف المُلحن والكاتب الموسيقي الياباني إيكو تشيواوا ومن غناء المُغني الياباني الراحل كوجي وادا، وفي حين وُضعت أغنية آي وش (بالإنجليزية: I wish)‏ (ترجمة: أتمنى) كشارة نهاية من الحلقة الأولى وحتى الحلقة السادسة والعشرين وهي من غناء مُؤدية الأصوات اليابانية أي مايدا وهي التي قامت بأداء صوت مي (ميمي) في السلسلة، أما من الحلقة السابعة والعشرين وحتى نهاية السلسلة فقد وُضعت أغنية كيب أون (بالإنجليزية: Keep on)‏ (الترجمة: استمر) وهي من غناء أي مايدا وألحان كيني ناوتو، كما أصدرت السلسلة أكثر من 45 موسيقى تصويريّة كانت جميعها من ألحان المُلحن الياباني الراحل تاكانوري أريساوا. وفي النسخة العربية، قام مركز الزهرة الذي اشتري حقوق المُسلسل بتغيير كلمات الأغنية باتر-فلاي (أغنية شارة البداية في الإصدار الأصلي) مع الاستعانة بألحانها وجعلها كأغنيةٍ لشارة البداية والنهاية، حيث قام الموسيقي طارق العربي طرقان بتأليف كلمات الأغاني، بينما قام بالغناء كلاً من المُطربة السوريّة سونيا بيطار وطارق العربي طرقان. أصدرت عدة أقراص مُدمجة ضمّت مجموعة من تشكيلات الأغاني والموسيقى التصويرية وعدد من الأغاني الخارجيّة، اُصدر أول قرص مُدمج في 23 يوليو 1999 تحت اسم ديجيمون أدفنتشر: تشكيلة من الموسيقى والأغاني (الإصدار الأول)، وضم 32 موسيقى وأغنيّة تصويريّة عُرضت في المُسلسل وأغانٍ أخرى، أما الإصدار الثاني فقد تم الإفراج عنه في 4 فبراير 2000، وضمَ 33 أغنيّة وموسيقى تصوريّة وأغانٍ أخرى. إضافةً إل ذلك أُصدر قرص مدمج بعنوان تيكي تشارا سونغ فايل عُرض فيه عدة أغانٍ وموسيقى تصويريّة خاصةً للمخلوقات الرقميّة، إضافةً إلى عدة أقراص أخرى.

### سي دي دراما

غلاف سي دي دراما (مُغامرة الديجيمون القصة الأصلية: استراحة نصف السنة).

السي دي دراما هي مجموعة ملفات صوتيّة تُدرج في قرص مضغوط أو أقراص مُتعددة، تُعرض فيها مادة صوتيّة من دون عرض أي مقاطع أو مشاهد بصريّة مع مؤثرات صوتيّة خارجيّة مثل أصوات الرياح وخُطوات الأقدام وطرق الأبواب، وتتحدث فيها الشخصيات الرئيسية في مُسلسل الأنمي عن الأحداث والمُجريات التي جرت لهم وهم مُؤدو الأصوات نفسهم في السلسلة الرئيسيّة، فيما يخص السلسلة فقد أُصدرت مجموعة من الأقراص المُدمجة المصغرة في السلسلة الأولى، وشملت الأعمال الدرامية الصوتية التكميلية لأحداث المُسلسل. بالإضافة إلى ذلك، فقد أُدرجت كذلك الأغاني التي عُرضت في السلسلة مثل أغنيّة باتر-فلاي، أُصدر أول سي دي دراما في 5 نوفمبر 1999، ثم تلاه اثنين من الإصدارات على التوالي في 3 ديسمبر و7 ديسمبر لعام 1999، ثم أُصدر آخر سي دراما في 23 أبريل عام 2003، حيث يُعد الأخير أشهر إصدار سي دي دراما للسلسلة الأولى وهو بعنوان مُغامرة الديجيمون القصة الأصلية: استراحة نصف السنة وفيه تتحدث ست شخصيات من المُسلسل عن الأحداث التي جرت لهم بين أغسطس 1999 وأبريل 2002 أي ما بين السلسلة الأولى والسلسلة الثانيّة، والشخصيات هم أمجد ويامن وشادي وسمر ومي وزين، حيث يتحدث جميع مُؤدو الشخصيّات الذي قاموا بأداء أدوار هذه الشخصيّات في الإصدار الياباني، تُعرض أولاً أغنية باتر-فلاي على مدى دقيقة ونصف تقريباً، بعد ذلك يبدأ أولا بمقطع أمجد الذي يتحدث عن قصته مع شقيقته هند في نوفمبر 1999 عندما يسمع صافرتها ويتساءل من أين أتى هذا الصوت على الرغم من أن هند قد ذهبت إلى العالم الرقميّ رفقة خرموش، ينظر إلى الكمبيوتر فيجد رعد وبقيّة المخلوقات، ومُنذ ذلك الوقت والبوابة فُتحت له، وفي مقطع زيّن يتحدث إلى شقيقه الأكبر عبر الهاتف في مايو 2000، حيث يتحدثان عن آخر زيارة لزين في العالم الرقميّ، ثم يتحدثان عن مُستقبلهما، بعد ذلك يظهر مقطع سمر وهي تكتب رسالةً إلى والدها في أكتوبر عام 2000، وتتمنى له التوفيق في عمله في جامعة كيوتو وتتحدث له عن اشتياقها له وأنها تتمنى لقاءه بأقرب وقت والسفر معه ومع والدتها كأسرةٍ واحدة، وفي مقطع شادي يتحدث عن مُراسلته لزاجل في أبريل 2001، ويتحدثان عن كيفيّة عودة الجد زاجل إلى شبابه، وعن ازدياد عدد الأطفال المُختارون في العالم، وفي مقطع ميّ تتحدث عن إقامتها في مدينة نيويورك وأنها تعرفت على أصدقاء كُثر، ثم تصف تجربتها خلال الهجوم الإرهابي في سبتمبر 2001 وأنها قامت بمُساعدة الجرحى والمُصابين لأنها كانت مُتواجدة بالقرب من الموقع حينها، وفي مقطع يامن يظهر وهو يتحدث مع والده على الهاتف، ثم يتطرق إلى فرقته الموسيقية وعودة والدته وشقيقه للسكن في أودايبا.

## البث والإصدارات

### البث العالمي
أنتجت شركة توي أنيميشن بالتعاون مع بانداي الجُزء الأول مع الأجزاء الأخرى، بدأ عرض المُسلسل بدايةً على قناة تلفزيون فوجي اليابانية ما بين 7 مارس 1999 و26 مارس 2000 على مدار 54 حلقة كاملة وبالتالي فهي تُعتبر ثاني أطول سلسلة في أجزاء أبطال الديجيتال أو ما يُعرف بسلسلة الديجيمون، ومدة كل حلقة من الحلقات 20 دقيقة، أخرج الجُزء الأول مخرج الأنمي الياباني هيرويوكي كاكودو، دُبلج المُسلسل على أكثر من 10 لغات عالميّة، منها اللغة العربية والأندونيسية والإنجليزية والبرتغالية واللغة الإيطالية والفرنسية والألمانية والفنلندية والإسبانية وعدة لغات أخرى. قام مركز سابان للترفيه بتولي مهمة دبلجة السلسلة باللغة الإنجليزية وعُرض لأول مرة في الولايات المتحدة على قناة فوكس كيدز في 14 أغسطس 1999 وحتى 24 يونيو لعام 2000، وعُرضت في اللغة الألمانية لأول مرة من 14 أغسطس 2000 وحتى عام 7 يوليو من العام التالي على مجموعة قنوات تلفزيون آر تي إل، تُعتبر السلسلة أحد أشهر سلاسل الأنمي عالمياً، ووصلت مدى شُهرته إلى أكثر من 180 دولة عالميّة.

### العالم العربي

افتتاحية المسلسل في الدبلجة العربية.

يحظى مُسلسل أبطال الديجيتال بشعبيةٍ كبيرة في الوطن العربي، ويُعد أحدَ أشهر سلاسل الأنمي في الألفية الثانية بجانب المحقق كونان وون بيس ودراغون بول وعدد من الأنميات الأخرى التي لاقت رواجاً على مُختلف الدُوّل والمُجتمعات العربيّة، كانت بداية المُسلسل على قناة سبيس تون في 15 أبريل 2001 ثم عُرض تباعاً على قناة إم بي سي، تولّى مركز الزهرة مهمة دبلجة الجُزء الأول، بمُشاركة عدّد من المُدبجلين، وهم مروان فرحات وسمر كوكش وهدى الخطيب وآمنة عمر وعادل أبو حسون وآنجي اليوسف ومأمون الفرخ وفدوى سليمان ومجد ظاظا وبثينة شيا وفاطمة سعد. على الرغم من أن هُناك خمسة أولاد من المجموعة من أصل ثمانية، إلا أنه من قام بأداء أدوار أبطال الديجيتال كانوا جميعاً من النساء، لوحظ أن بأن كُل مدبلج تقمص أدواراً عديدة، مثل مروان فرحات الذي أدى صوت الراوي وتقمّص دور ليث وطنبور، وفدوى سليمان التي تقمّصت دور سمر والوطواط وعنقاء، وفاطمة سعد التي تقمّصت دور زين وزقزوق والخفاش وخشوب وهادر. كما اُستبدلت عدة أدوار بدءً من الحلقة الأربعين (مرحلة سادة الظلام) فقد اُستبدلت مُؤدية صوت مي من سمر كوكش إلى آمنة عمر واُستبدل صوت الحوت والجد زاجل من مأمون الفرخ إلى عادل أبو حسون. تُعد الدبلجة العربيّة أكثر الإصدارات تغييراً في النصوص والمُحتوى والأسماء والنطاق، فتم تغيير بعض الأساسيات مثل مفهوم التطوّر وأسماء الشخصيات والأماكن والكثير من النصوص لما يجعلها تُوافق المفاهيم والعادات العربيّة وما يُناسب عمر المشاهد، لاقت الدبلجة العربيّة ردود فعل بين مؤيدٍ ومُعارض، من أقوال المُعارضين، تحريف القصة عن سياقها الأصلي مما يجعلها غير مقبولة عقلياً، ومن أقوال المؤيدين، بأن الدبلجة كانت مُميزة، وهي تحافظ على العادات العربيّة والقيّم الأخلاقيّة. يُعتبر الجُزء الأول أحد المُسلسلات التي عاصرت الزمن الذهبي لبدايات قناة سبيس تون في بداية الألفية الثانية.

#### الشخصيات الرئيسية
| الشخصية | الأصوات اليابانية | الدبلجة العربية | الدبلجة العربية                                                                    |
| الشخصية | الأصوات اليابانية | اسم الدبلجة     | صوت الدبلجة                                                                        |
| ------- | ----------------- | --------------- | ---------------------------------------------------------------------------------- |
| تايتشي  | توشيكو فوجيتا     | أمجد            | آنجي اليوسف                                                                        |
| ياماتو  | يوتو كازاما       | يامن            | بثينة شيا                                                                          |
| سورا    | يوكو ميزوتاني     | سمر             | فدوى سليمان                                                                        |
| ميمي    | أي مايدا          | مي              | سمر كوكش (من الحلقة 1 إلى الحلقة 39) آمنة عمر (من الحلقة 40 إلى الحلقة 54)         |
| جو      | ماسامي كيكتشي     | زين             | فاطمة سعد                                                                          |
| كوشيرو  | أومي تينجين       | شادي            | هدى الخطيب (من الحلقة 1 إلى الحلقة 27) أمل عمران (من الحلقة 28 إلى الحلقة 54)      |
| تاكيرو  | هيروكو كونيشي     | وسيم            | مجد ظاظا                                                                           |
| هيكاري  | كاي أراكي         | هند             | سمر كوكش (الحلقة 21) آنجي اليوسف (بقيّة الحلقات)                                    |
| جيناي   | جوجي يانامي       | زاجل            | مأمون الفرخ (من الحلقة 1 إلى الحلقة 39) عادل أبو حسون (من الحلقة 40 إلى الحلقة 54) |

#### اختلافات في الدبلجة العربية
ظهرت اختلافات كثيرة جداً في الدبلجة العربيّة سواءً في الحوار أو في المضمون أو في المشاهد أو في السيناريو، وذلك لعدة أسباب مُختلفة، منها حجب المشاهد التي لا تُناسب بعض الفئات العمريّة وكذلك مراعاة الجانب الديني والتقاليدي للمجتمع العربي، وأهم هذه الاختلافات:
- إلغاء فكرة التطوّر نهائياً واستبدال ذلك بالأخ الرقميّ الذي ينوب عن المُستوى الذي قبله بالقتال ثم يعود من حيث أتى، حيث اسْتُقطِعت جميع مشاهد تطوّر المُرافقين، وقاموا بتكرار مشاهد المخلوق الرقميّ قبل تطوّره وذلك للإيحاء بوجوده. يعود السبب الرئيسي في إلغاء فكرة التطور إلى تلك الانتقادات نتيجة الشائعات التي طالت المركز بعد دبلجة مُسلسل بوكيمون قبله بعامٍ واحد، وحتى يتجنب المركز الهجوم مرةً أخرى، اضطر لتغيير الفكرة.
- تغيير المراحل الدراسيّة للأولاد.
- ذُكر في الدبلجة العربيّة بأن وسيم هو شقيق يامن من والدته فقط، والحقيقة هي أنهما أخويّن من نفس الوالديّن لكنهما تعرضا للطلاق منذ فترة.
- في الدبلجة العربيّة (وتحديداً في الحلقة السادسة عشر) عندما كانت سمر تستذكر أيام أمجد تذكر بأن شقيقها ويُدعى سمير كان لاعباً بجانبه في فريق كرة القدم، إلا أنَّ في الحقيقة كان سمير الذي ظهر وهو يلعب الكرة بجانب أمجد هي ذاتها سمر في الإصدار الياباني.
- استبدال جميع أسماء الشخصيّات والمخلوقات الرقميّة والأماكن والمُدن بأسماء عربيّة، مثال ذلك استُبدلت قارة سيرفر بأرض الياقوت واستُبدلت مدينة أودايبا بالمدينة الجديدة.
- قام مركز الزهرة بحجب الرموز الدينية التي تُشير إلى مُعتقدات مُخالفة مثل صليب المسيح (كما ظهر في قلادة زيْن)، وإخفاء المشاهد والنصوص التي تُشير إلى مُعتقدات دينيّة مثل السحر المُقدس، وإخفاء مظاهر الكنائس والقبور وغيرها.
- تغيّرت أجناس بعض الشخصيّات، مثل خرموش وجارح وعقاب وظهورهم بأنهم ذكور عِوضَ القول بأنهم إناث كما وَرد في الإصدار الياباني، وكذلك مثل عنقاء والقول بأنها أنثى بدلاً من القول بأنها ذكر.
- أزال مركز الزهرة بعض المشاهد التي يظهر فيها تعرّي وبعض المشاهد الكاشفة لبعض مناطق الجسم والإيحاءات الجسديّة واللفظية والتي لا تناسب مع بعض الفئات العُمريّة.
- خَلْق فكرة قاعدة الديجيتال التي تتحكم بمُجريات أمور العالم الرقميّ، رغم أنه في الأصل لا وجود لها في الإصدار الياباني.
- غُيرت بعض الأساسيات كأسماء المُستويات، كما تصنف قوّة المخلوقات الرقميّة بأرقامٍ للطاقة بدلاً من ذِكر مُستويات القتال كما عُرض في الإصدار الياباني.
- حُذفت العناوين التي تسبق الحلقات ووُضعت بدلاً منها عناوين أخرى ونصائح توعويّة، بالإضافة إلى حذف فقرة الفواصل الإعلانيّة في مُنتصف الحلقات.
- إخفاء شخصيّة زاجل (الرجل الشجاع الذي تقاتل مع طنبور في المصنع) والقوّل بأنه أحد الرجال المسؤولين عن العالم الرقميّ.
- القول بأن الغوريلا المعدني هو شقيق قردون بينما في الإصدار الياباني يكون الغوريلا المعدني هو المُستوى الأقصى من قردون، وكذلك نفس الأمر مع هرّاس حينما ظهر كأنه وحشٌ جديد بينما هو المُستوى الأقصى للوطواط.